# Organizzazione delle Nazioni Unite
L'Organizzazione delle Nazioni Unite, in sigla ONU e abbreviata in Nazioni Unite, è un'organizzazione intergovernativa a carattere mondiale. Tra i suoi obiettivi principali vi sono il mantenimento della pace e della sicurezza mondiale, lo sviluppo di relazioni amichevoli tra le nazioni, il perseguimento di una cooperazione internazionale e il favorire l'armonizzazione delle varie azioni compiute a questi scopi dai suoi membri.
L'ONU è l'organizzazione intergovernativa più grande, più conosciuta e più rappresentata a livello internazionale. Ha sede sul territorio internazionale a New York, mentre altri uffici principali si trovano a Ginevra, Nairobi e Vienna. Istituita dopo la seconda guerra mondiale con l'obiettivo di prevenire futuri conflitti, ha sostituito l'inefficace Società delle Nazioni. Il processo che ha portato alla sua fondazione iniziò il 25 aprile 1945, quando i rappresentanti di 50 governi si incontrarono a San Francisco per una conferenza iniziando a redigere la Carta delle Nazioni Unite, poi approvata il 26 giugno dello stesso anno ed entrata in vigore il 24 ottobre successivo, la data di inizio ufficiale delle attività. Ai sensi della Carta, gli obiettivi dell'organizzazione includono il mantenimento della pace e della sicurezza internazionale, la protezione dei diritti umani, la fornitura di aiuti umanitari, la promozione dello sviluppo sostenibile e il rispetto del diritto internazionale. Al momento della fondazione, l'ONU contava 51 Stati membri, un numero poi cresciuto fino ad arrivare a 193 nel 2011, rappresentando la stragrande maggioranza degli Stati sovrani del mondo.
Nei primi decenni di vita, l'obiettivo di preservare la pace nel mondo venne reso complicato dalla guerra fredda intercorsa tra gli Stati Uniti e l'Unione Sovietica, con i loro rispettivi alleati. In quel periodo, le missioni ONU consistettero principalmente in attività di osservazione non armata e l'impiego di truppe leggermente armate con ruoli di monitoraggio, comunicazione e rafforzamento della fiducia. L'adesione all'ONU è cresciuta in modo significativo a seguito della diffusa decolonizzazione avvenuta a partire dagli anni '60. Da allora, ottanta ex colonie hanno guadagnato l'indipendenza, tra cui undici territori fiduciari che erano stati monitorati dal consiglio di amministrazione fiduciaria. A partire dagli anni '70, il bilancio delle Nazioni Unite per i programmi di sviluppo economico e sociale hanno superato di gran lunga le spese per il mantenimento della pace. Dopo la fine della guerra fredda, l'ONU spostò e ampliò le sue operazioni sul campo, intraprendendo un'ampia varietà di compiti complessi.
Le Nazioni Unite sono composte da sei organismi principali: l'Assemblea generale, il Consiglio di sicurezza, il Consiglio economico e sociale (ECOSOC), il Consiglio di amministrazione fiduciaria, la Corte internazionale di giustizia e il Segretariato delle Nazioni Unite. Il sistema onusiano comprende inoltre una moltitudine di agenzie specializzate, come il Gruppo della Banca mondiale, l'Organizzazione mondiale della sanità, il Programma alimentare mondiale, l'UNESCO e l'UNICEF. Inoltre, organizzazioni non governative possono ottenere lo status consultivo, presso l'ECOSOC e altre agenzie, per partecipare ai lavori delle Nazioni Unite offrendo contributi conoscitivi nei loro ambiti di operatività. Il direttore amministrativo delle Nazioni Unite è il segretario generale: attualmente è il politico e diplomatico portoghese António Guterres, che ha iniziato il suo mandato il 1º gennaio 2017 per poi essere riconfermato per un secondo mandato nel giugno 2021. L'organizzazione è finanziata da contributi volontari e valutati dei suoi Stati membri. Alle Nazioni Unite, ai suoi dirigenti e alle sue agenzie sono stati conferiti diversi premi Nobel per la pace, sebbene alcune valutazioni della sua efficacia siano state contrastanti. Alcuni commentatori ritengono che l'organizzazione sia una forza importante per la pace e lo sviluppo umano, mentre altri l'hanno definita inefficace, di parte o corrotta.

## Storia

### Contesto

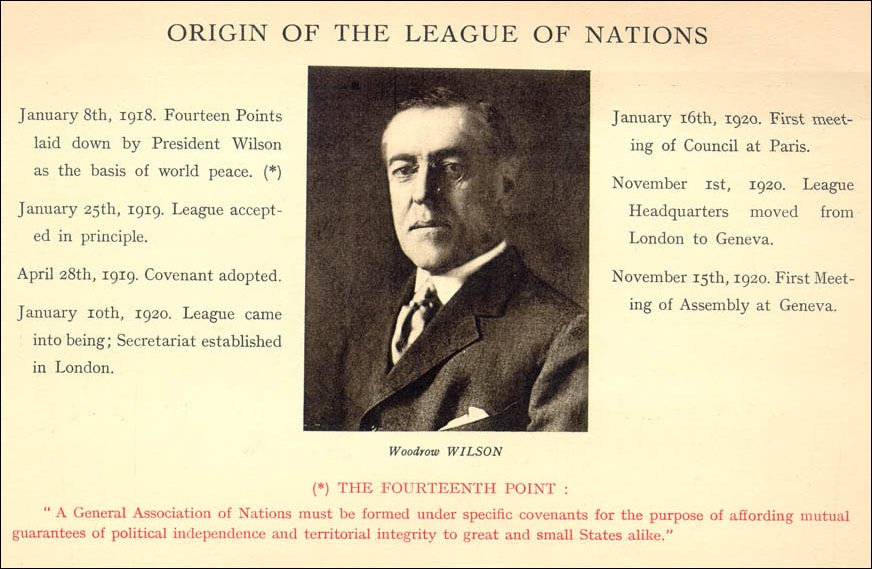
Cartolina commemorativa della Società delle Nazioni con al centro il presidente statunitense Woodrow Wilson

Nel secolo precedente alla nascita delle Nazioni Unite, diverse organizzazioni, come il Comitato Internazionale della Croce Rossa, furono costituite per garantire protezione e assistenza alle vittime di conflitti armati. Nel 1914 un assassinio politico a Sarajevo scatenò una catena di eventi che portarono allo scoppio della prima guerra mondiale. Mentre sempre più giovani venivano inviati nelle trincee, voci influenti negli Stati Uniti e in Gran Bretagna iniziarono a chiedere l'istituzione di un organismo internazionale permanente che servisse a mantenere la pace nel mondo del dopoguerra. Il presidente statunitense Woodrow Wilson divenne un fervente sostenitore di questa proposta e, nel 1918, fece includere una bozza di un tale organismo internazionale nella sua proposta in quattordici punti per porre fine alla guerra.
Due mesi dopo la firma dell'armistizio, gli Alleati si incontrarono con la Germania e l'Austria-Ungheria a Versailles per stabilire i termini formali della pace. Il presidente Wilson voleva la pace, ma il Regno Unito e la Francia non furono d'accordo, costringendo gli imperi centrali ex nemici a pesanti rimborsi per riparazioni di guerra. La Società delle Nazioni venne approvata e, nell'estate del 1919, Wilson presentò il trattato di Versailles e la Società delle Nazioni al Senato degli Stati Uniti per la ratifica. Il 10 gennaio 1920 la Società delle Nazioni nacque formalmente con la ratifica del patto della Società delle Nazioni da parte di quarantadue nazioni ed entrò così in vigore.
Tuttavia, a un certo punto la Società delle Nazioni divenne inefficace quando non riuscì ad agire contro l'invasione giapponese della Manciuria, poiché, nel febbraio 1933, quaranta nazioni votarono affinché il Giappone si ritirasse, ma questi votò contro, uscendo dalla Società. Successivamente, fallì anche il tentativo di evitare la seconda guerra italo-etiopica, nonostante si fosse tentato di intavolare trattative con Benito Mussolini. Dopo questo insuccesso, l'Italia stessa e altre nazioni lasciarono la Società, rendendosi conto che il progetto era fallito, e iniziarono ad armarsi il più velocemente possibile.
Oltre alle uscite, ci furono nazioni che non aderirono mai all'associazione o lo fecero solo per poco tempo, come gli Stati Uniti, che non aderirono mai ma la sostennero nei suoi principi e missioni economiche e l'Unione Sovietica che fu membro solo dal 1934 fino al 1939 quando fu espulsa per via dell'invasione della Finlandia.
Nel 1938 il Regno Unito e la Francia tentarono di negoziare direttamente con Hitler cogliendo tuttavia un insuccesso quando, nel 1939, la Germania nazista invase la Cecoslovacchia. Quando, sempre nel 1939, scoppiò la seconda guerra mondiale, la società interruppe le sue attività e il suo quartier generale a Ginevra rimase vuoto per tutto il conflitto.

### La Dichiarazione delle Nazioni Unite

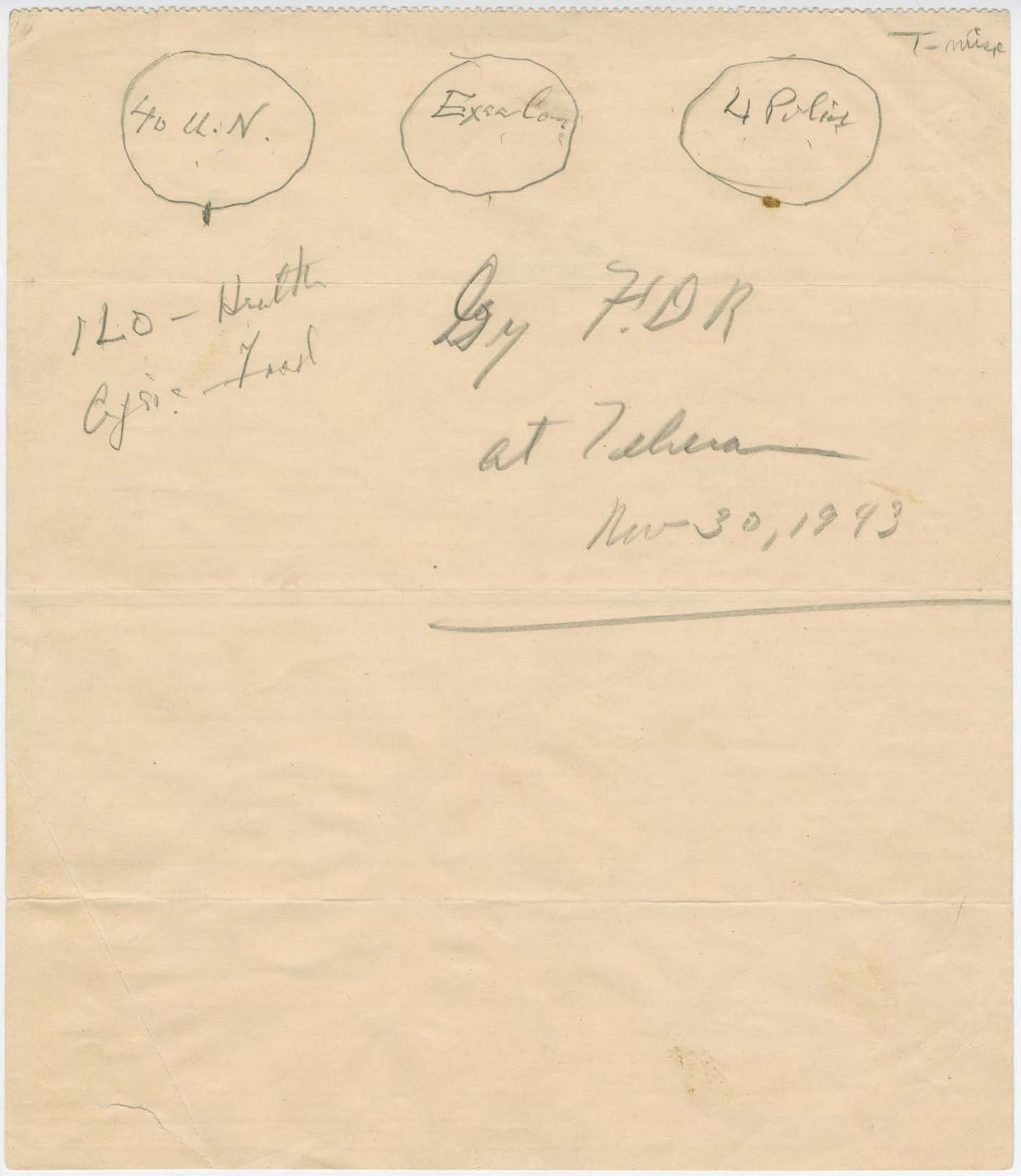
Appunto di Franklin Roosevelt con la prima struttura dell'ONU

Il primo piano concreto per una nuova organizzazione mondiale iniziò sotto l'egida del Dipartimento di Stato degli Stati Uniti d'America nel 1939. Il testo della "Dichiarazione delle Nazioni Unite" fu redatto alla Casa Bianca il 29 dicembre 1941 dal presidente Franklin D. Roosevelt, dal primo ministro britannico Winston Churchill e l'aiutante di Roosevelt Harry Hopkins. Vennero aggiunti alcuni suggerimenti provenienti dall'Unione Sovietica, ma non si lasciò alcun ruolo alla Francia. Il termine "quattro poliziotti" venne coniato per fare riferimento ai quattro principali paesi alleati: Stati Uniti, Regno Unito, Unione Sovietica e Repubblica di Cina.
Roosevelt introdusse per primo il termine “Nazioni Unite” per descrivere i paesi alleati. «Nel giorno di Capodanno del 1942, il presidente Roosevelt, il primo ministro Churchill, Maksim Litvinov, dell'URSS e Soong Tse-ven, della Cina, firmarono un breve documento che in seguito divenne noto come Dichiarazione delle Nazioni Unite e il giorno successivo i rappresentanti di altre ventidue nazioni aggiunsero le loro firme».
Il termine “Nazioni Unite” è stato usato ufficialmente per la prima volta quando 26 governi firmarono questa Dichiarazione. Un grande cambiamento rispetto alla Carta Atlantica fu l'aggiunta di una disposizione per la libertà religiosa, che Stalin approvò dopo che Roosevelt insistette. Al 1º marzo 1945, altri 21 stati avevano firmato.
The Governments signatory hereto,
Having subscribed to a common program of purposes and principles embodied in the Joint Declaration of the President of the United States of America and the Prime Minister of Great Britain dated August 14,1941, known as the Atlantic Charter,
Being convinced that complete victory over their enemies is essential to defend life, liberty, independence and religious freedom, and to preserve human rights and justice in their own lands as well as in other lands, and that they are now engaged in a common struggle against savage and brutal forces seeking to subjugate the world,
DECLARE:
(1) Each Government pledges itself to employ its full resources, military or economic, against those members of the Tripartite Pact and its adherents with which such government is at war.
(2) Each Government pledges itself to cooperate with the Governments signatory hereto and not to make a separate armistice or peace with the enemies.
I governi firmatari della presente Convenzione,
Dopo aver sottoscritto un comune programma d'intenti e principi sanciti nella Dichiarazione congiunta del Presidente degli Stati Uniti d'America e il Primo Ministro del Regno Unito di Gran Bretagna e Irlanda del Nord del 14 agosto 1941, conosciuta come Carta atlantica,
Essendo convinti che la piena vittoria sui loro nemici è essenziale per difendere la vita, la libertà, l'indipendenza e la libertà religiosa, e di preservare i diritti umani e la giustizia nelle proprie e nelle altre nazioni, e che essi sono ora impegnati in una lotta comune contro la barbarie e la brutalità delle forze che cercano di soggiogare il mondo,
DICHIARANO:
(1) Ogni governo si impegni ad usare tutte le proprie risorse, militari o economiche, contro i membri del Patto tripartito: e dei loro seguaci con i quali si è in guerra.
(2) Ogni governo si impegna a cooperare con i governi firmatari della presente, e a non fare una armistizio o pace separata con i nemici.
Possono aderire a questa dichiarazione tutte le nazioni che sono, o che possono essere d'aiuto dando assistenza materiale e contributi nella lotta per la vittoria sull'Hitlerismo.»
Durante la guerra, "Nazioni Unite" divenne il termine ufficiale per gli alleati; ai paesi intenzionati ad aderire era richiesta la sottoscrizione della Dichiarazione e di schierarsi nel conflitto contro le Potenze dell'Asse.

### Fondazione

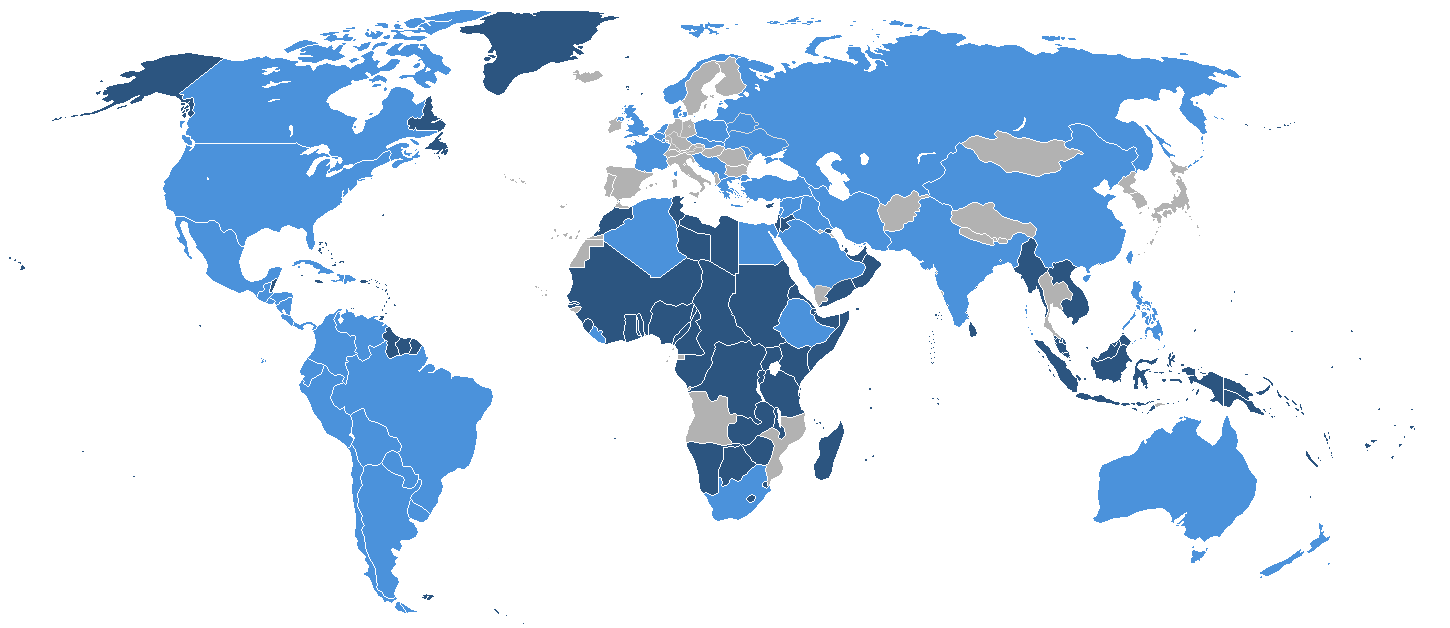
Mappa degli stati appartenenti alle Nazioni Unite alla fine del 1945. In blu chiaro sono indicati gli stati membri, blu scuro le colonie e le dipendenze degli stati membri e in grigio gli stati non membri

La nascita delle Nazioni Unite fu il risultato di negoziati tra le delegazioni di Stati Uniti, Regno Unito, Unione Sovietica e Repubblica di Cina  durante la Conferenza di Dumbarton Oaks tenutasi dal 21 settembre 1944 al 7 ottobre 1944; in questa occasione vennero concordati gli obiettivi, la struttura e funzionamento della futura organizzazione. Dopo ulteriori mesi dedicati alla pianificazione, il 25 aprile 1945 si aprì a San Francisco la Conferenza delle Nazioni Unite per l'Organizzazione Internazionale a cui parteciparono 50 governi e alcune organizzazioni non governative coinvolte nella stesura della Carta delle Nazioni Unite. Durante le sessioni plenarie, al ruolo di presidente si alternarono i capi delle delegazioni dei paesi fondatori: Anthony Eden per la Gran Bretagna, Edward Stettinius per gli Stati Uniti,  Soong Tse-ven per la Cina e Vjačeslav Molotov per l'Unione Sovietica. In occasione degli incontri successivi, Edward Wood, I conte di Halifax sostituì Eden, Wellington Koo Soong Tse-ven e Gromyko Molotov. Le Nazioni Unite sono entrate in funzione ufficialmente il 24 ottobre 1945, dopo la ratifica della Carta da parte dei cinque membri permanenti del Consiglio di sicurezza: Francia, Repubblica di Cina, Unione Sovietica, Regno Unito e Stati Uniti, e dalla maggioranza degli altri 46 firmatari.
Le prime riunioni dell'Assemblea generale, con 51 nazioni rappresentate, e del Consiglio di Sicurezza, si sono svolte alla Methodist Central Hall, a Westminster a Londra, a partire il 10 gennaio 1946. I primi dibattiti riguardarono temi di attualità, tra cui la presenza di truppe sovietiche nell'Azerbaigian iraniano, forze della Gran Bretagna in Grecia e in pochi giorni fu lanciato il primo veto.
Successivamente, l'Assemblea generale scelse la città di New York come luogo dove stabilire il quartier generale dell'organizzazione; la costruzione dell'edificio iniziò il 14 settembre 1948 e venne completato il 9 ottobre 1952. Il luogo, come gli altri edifici che ospitano le ulteriori sedi delle Nazioni Unite a Ginevra, Vienna e Nairobi, sono designati come territorio internazionale. Il ministro degli Esteri norvegese, Trygve Lie, venne eletto come primo segretario generale delle Nazioni Unite.

### Gli anni della guerra fredda

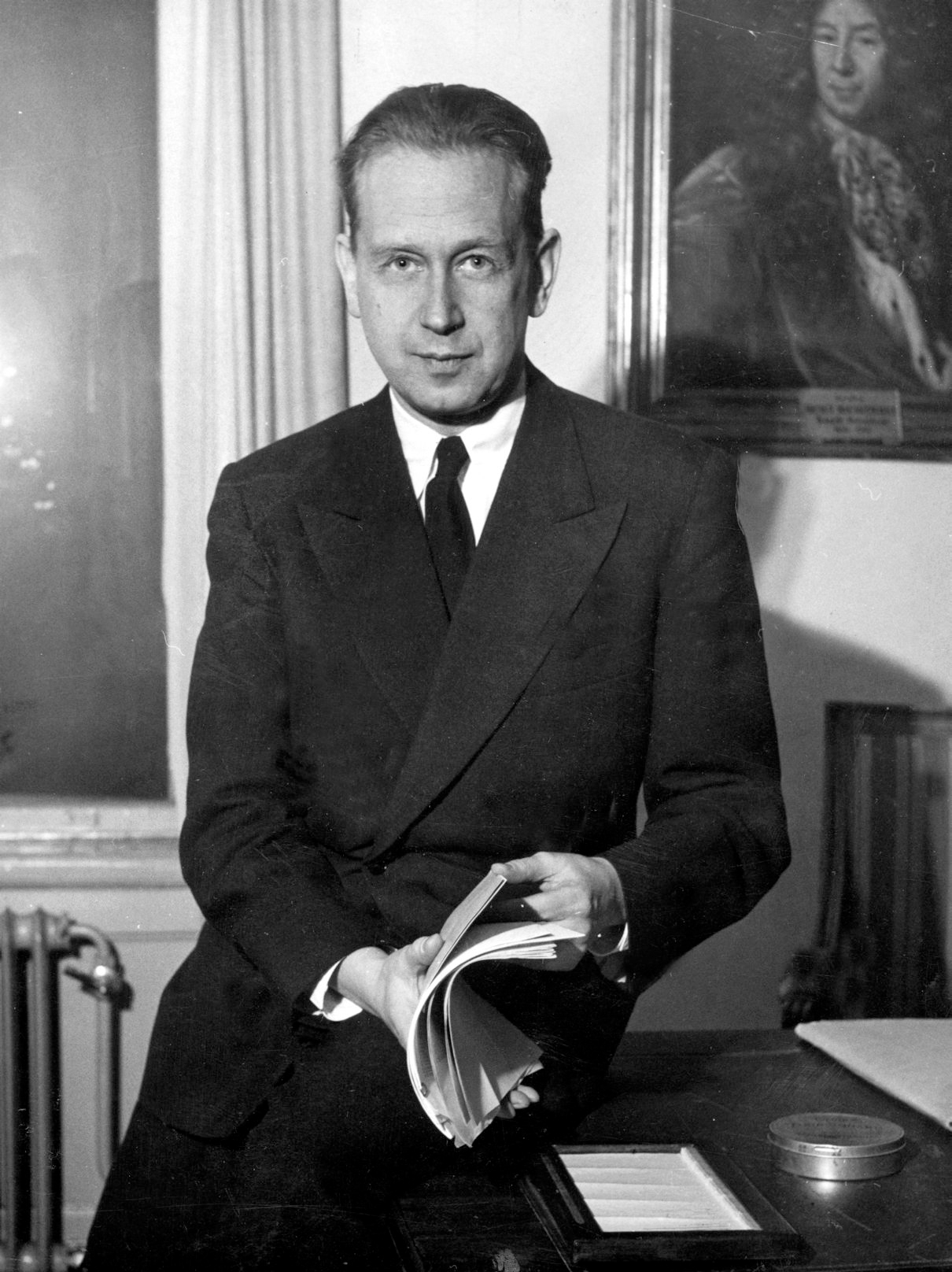
Dag Hammarskjöld, segretario generale dal 1953 alla sua morte nel 1961

Sebbene il mandato primario delle Nazioni Unite fosse il mantenimento della pace, la divisione tra Stati Uniti e Unione Sovietica spesso paralizzò l'organizzazione, permettendole di intervenire generalmente solo in conflitti distanti dalla guerra fredda. Due notevoli eccezioni furono una risoluzione del Consiglio di sicurezza del 7 luglio 1950 che autorizzava una coalizione guidata dagli Stati Uniti a respingere l'invasione nordcoreana della Corea del Sud, approvata in assenza dell'URSS, e la firma dell'accordo di armistizio coreano del 27 luglio 1953.
Il 29 novembre 1947, l'Assemblea generale approvò una risoluzione per spartire la Palestina, approvando così la creazione dello stato di Israele.  Due anni dopo, Ralph Bunche, un funzionario delle Nazioni Unite, negoziò un armistizio sul conflitto risultante. Il 7 novembre 1956, fu istituita la prima forza di pace delle Nazioni Unite per porre fine alla crisi di Suez; tuttavia, le Nazioni Unite non furono in grado di intervenire contro l'invasione dell'Unione Sovietica dell'Ungheria a seguito della rivoluzione di quel paese.
Il 14 luglio 1960, le Nazioni Unite istituirono l'Operazione delle Nazioni Unite in Congo (UNOC) per mantenere l'ordine nella nazione nel momento del distacco dal Katanga, riconsegnando il controllo alla Repubblica Democratica del Congo a partire dall'11 maggio 1964. Durante il suo viaggio per incontrare il leader ribelle Moise Tshombe, Dag Hammarskjöld, spesso considerato uno dei segretari generali più efficienti delle Nazioni Unite, morì in un incidente aereo; alcuni mesi dopo gli fu assegnato postumo il premio Nobel per la pace. Nel 1964, il successore di Hammarskjöld, U Thant, dispiegò la Forza di mantenimento della pace delle Nazioni Unite a Cipro, che sarebbe diventata una delle missioni di peacekeeping più lunghe intraprese dall'ONU.

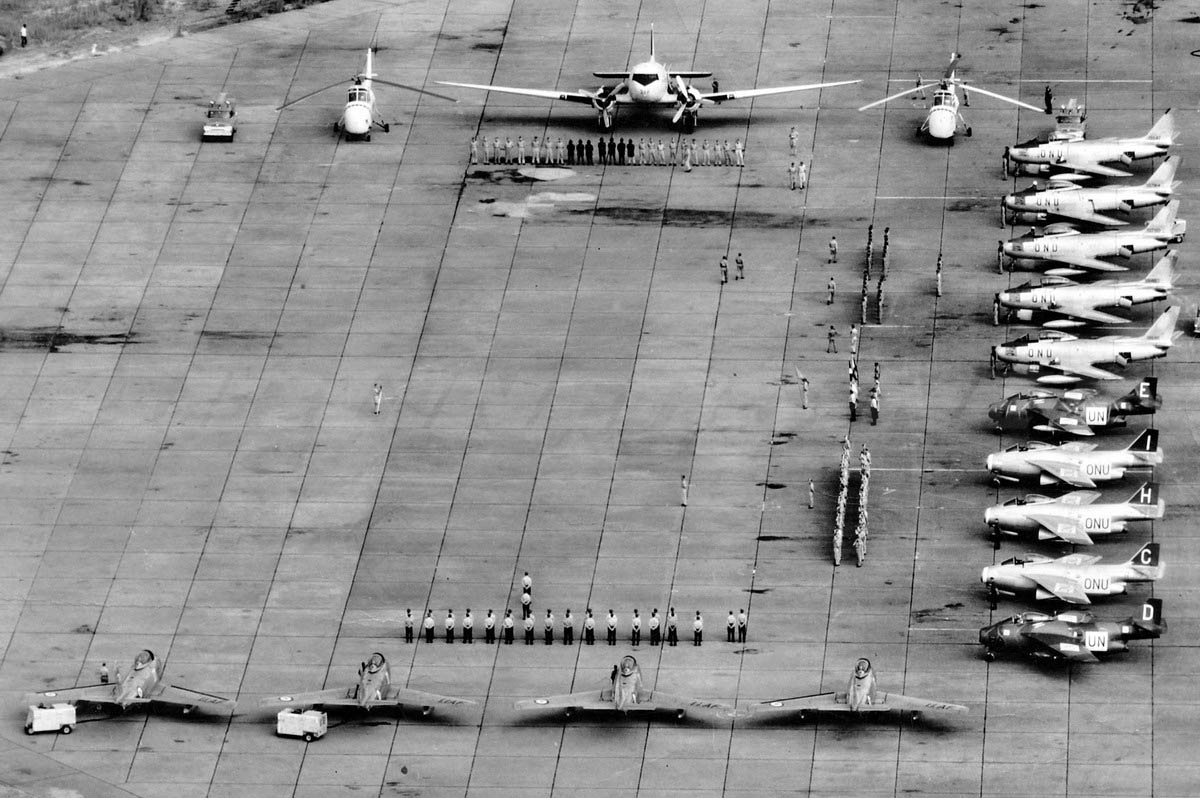
Forze aeree delle Nazioni Unite in Congo durante la missione ONUC nel 1963

Con il diffondersi della decolonizzazione negli anni 1960, all'organizzazione aderirono molte nazioni di recente indipendenza. Solo nel 1960, 17 nuovi stati si unirono alle Nazioni Unite, 16 delle quali appartenenti al continente africano. Il 25 ottobre 1971, con l'opposizione degli Stati Uniti, ma con il sostegno di molte nazioni del Terzo mondo, la Repubblica popolare cinese comunista ricevette il seggio cinese nel Consiglio di sicurezza al posto della Repubblica di Cina nota come Taiwan; tale decisione venne ampiamente considerata come un segnale del calo dell'influenza degli Stati Uniti nell'organizzazione. Le nazioni del Terzo mondo organizzate nel G77, una coalizione sotto la guida dell'Algeria, divennero per breve tempo una potenza dominante alle Nazioni Unite. La risoluzione 3379 dell'Assemblea generale delle Nazioni Unite, approvata il 10 novembre 1975 da un blocco comprendente l'Unione Sovietica e alcuni stati del Terzo mondo (con la strenua opposizione statunitense e israeliana), dichiarò il sionismo come una forma di razzismo; la risoluzione fu abrogata il 16 dicembre 1991, poco dopo la fine della guerra fredda.
Con una crescente presenza del Terzo mondo e il fallimento della mediazione delle Nazioni Unite nei conflitti in Medio Oriente, in Vietnam e nel Kashmir, le Nazioni Unite spostarono sempre di più la loro attenzione su alcuni suoi obiettivi apparentemente secondari riguardanti lo sviluppo economico e lo scambio culturale. Negli anni 1970, il bilancio dell'organizzazione dedicato allo sviluppo sociale ed economico era di gran lunga superiore al suo bilancio destinato al mantenimento della pace.

### Dopo la guerra fredda

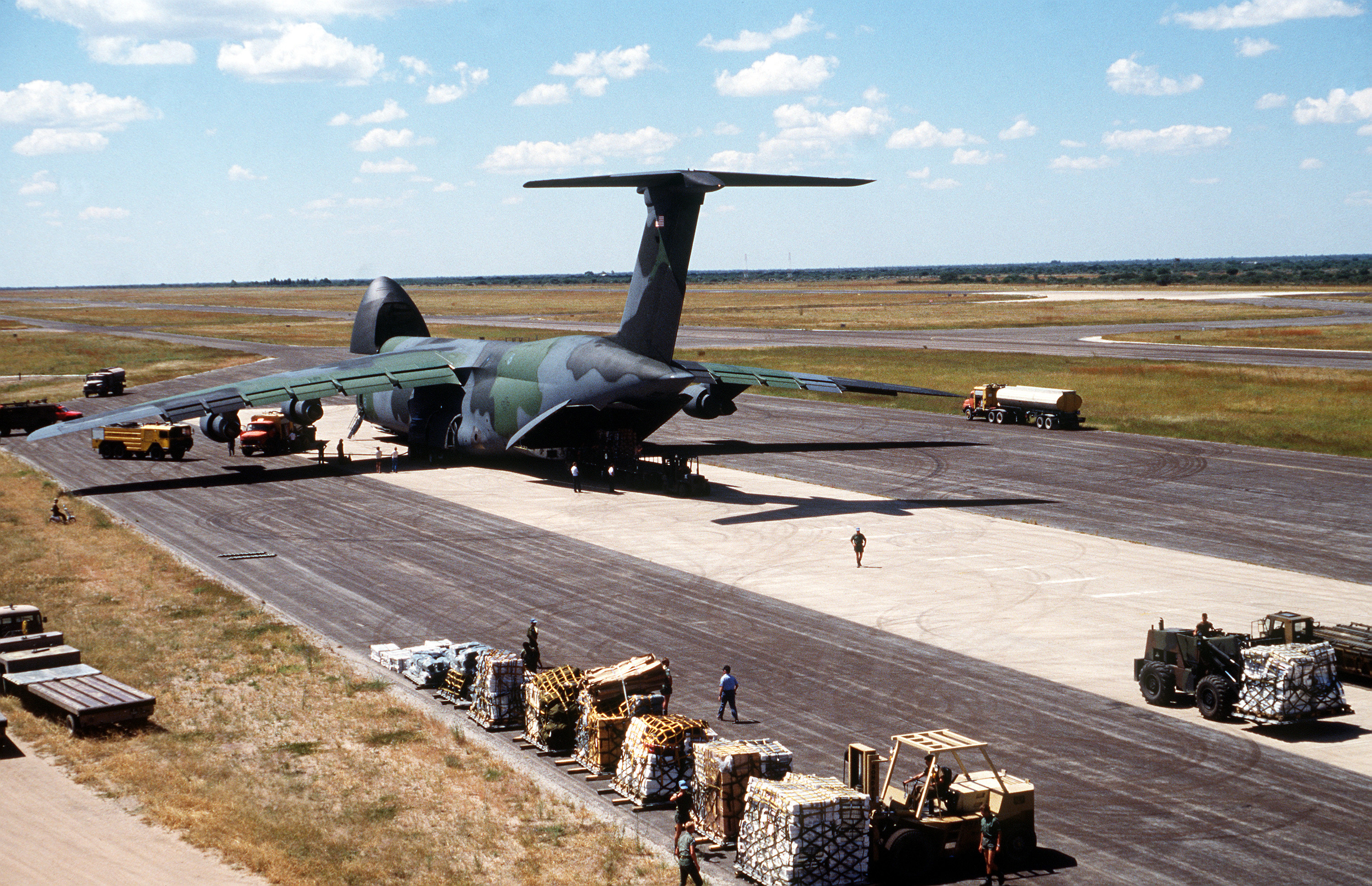
Un aereo da trasporto Lockheed C-5 Galaxy delle Nazioni Unite impegnato nella missione di mantenimento della pace in Namibia

Dopo la guerra fredda, le Nazioni Unite aumentarono di molto le proprie azioni finalizzate al mantenimento della pace, assumendo più missioni in dieci anni di quante ne avessero avute nei quattro decenni precedenti. Tra il 1988 e il 2000, il numero di risoluzioni del Consiglio di sicurezza adottate più che raddoppiò e il bilancio per le operazioni di peacekeeping della pace aumentò di oltre dieci volte. Le Nazioni Unite negoziarono la fine della guerra civile di El Salvador, intrapresero con successo una missione di mantenimento della pace in Namibia e supervisionarono allo svolgimento delle elezioni democratiche nel Sudafrica post-apartheid e a quelle post-Khmer Rossi in Cambogia. Nel 1991, le Nazioni Unite autorizzarono una coalizione guidata dagli Stati Uniti per respingere gli l'invasione irachena del Kuwait. Brian Urquhart, sottosegretario generale dal 1971 al 1985, in seguito descrisse le speranze sollevate da questi successi come un «falso rinascimento» per l'organizzazione, date le missioni più travagliate che seguirono.
Sebbene la Carta delle Nazioni Unite fosse stata scritta principalmente per prevenire l'aggressione di una nazione contro un'altra, all'inizio degli anni 1990 le Nazioni Unite dovettero affrontare una serie di crisi simultanee e gravi che si verificarono all'interno di alcuni stati, come in Somalia, ad Haiti, in Mozambico e nell'ex Jugoslavia. La missione delle Nazioni Unite in Somalia è stata ampiamente considerata come un fallimento dopo il ritiro degli Stati Uniti successivo alla tragica battaglia di Mogadiscio, mentre la missione delle Nazioni Unite in Bosnia ha subito numerose critiche per la sua pianificazione scarsa e indecisa di fronte ad una pulizia etnica in corso. Nel 1994, la missione di assistenza delle Nazioni Unite per il Ruanda non è intervenuta in occasione del genocidio che si stava verificando a causa dell'indecisione del Consiglio di sicurezza.

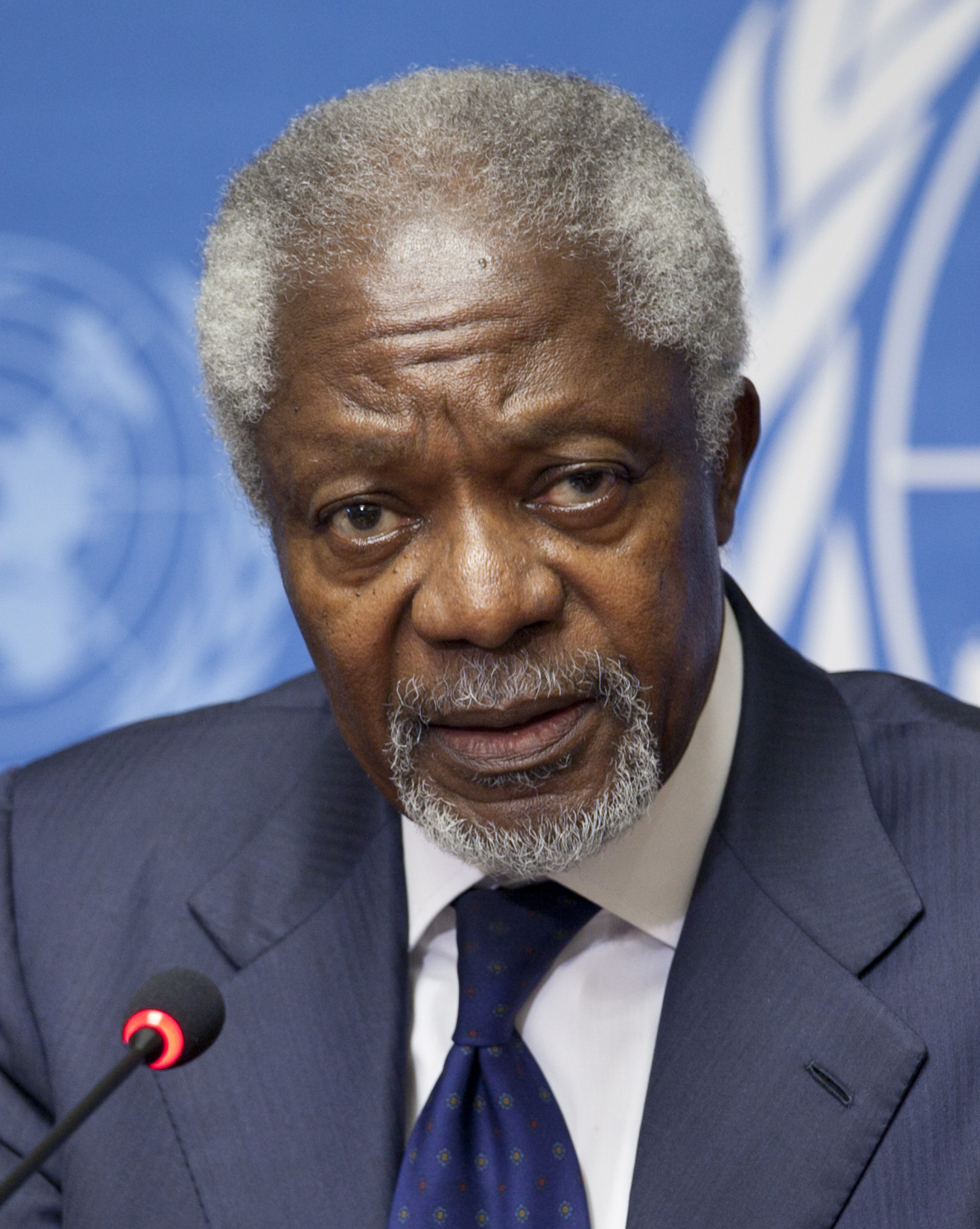
Il segretario Kofi Annan

A partire dagli ultimi decenni della guerra fredda, alcuni commentatori statunitensi ed europei criticarono l'organizzazione per la sua cattiva gestione e corruzione. Nel 1984, il presidente degli Stati Uniti Ronald Reagan, ritirò il finanziamento della sua nazione dall'Organizzazione delle Nazioni Unite per l'educazione, la scienza e la cultura (UNESCO) a seguito di accuse di cattiva gestione; scelta che venne seguita dal Regno Unito e da Singapore. Boutros Boutros-Ghali, segretario generale dal 1992 al 1996, intraprese una riforma del segretariato, riducendo in le dimensioni dell'organizzazione mentre il suo successore, Kofi Annan ha avviato ulteriori riforme gestionali di fronte alle minacce degli Stati Uniti di non versare le proprie quote.
Dalla fine degli anni 1990 ai primi anni 2000, gli interventi internazionali autorizzati dalle Nazioni Unite assunsero una più ampia varietà di forme. La missione delle Nazioni Unite nella guerra civile in Sierra Leone del 1991-2002 venne integrata dai Royal Marines britannici mentre l'invasione dell'Afghanistan nel 2001 venne supervisionata dalla NATO. Nel 2003, gli Stati Uniti invasero l'Iraq nonostante il Consiglio di sicurezza non avesse approvato l'azione, tornando a far crescere i dubbi sull'efficacia dell'organizzazione. Con l'ottavo segretario generale, Ban Ki-moon, le Nazioni Unite intervennero con forze di pace in situazioni di crisi come nel conflitto del Darfur in Sudan, il conflitto del Kivu nella Repubblica Democratica del Congo e inviarono osservatori e ispettori per appurare la presenza di armi chimiche nella guerra civile siriana. Nel 2013, una revisione interna delle azioni delle Nazioni Unite intraprese nelle battaglie finali della guerra civile dello Sri Lanka del 2009 concluse che l'organizzazione aveva ottenuto un «fallimento sistemico».  Nel 2010, l'organizzazione subì la peggiore perdita di vite umane della sua storia, quando 101 persone morirono nel terremoto di Haiti.

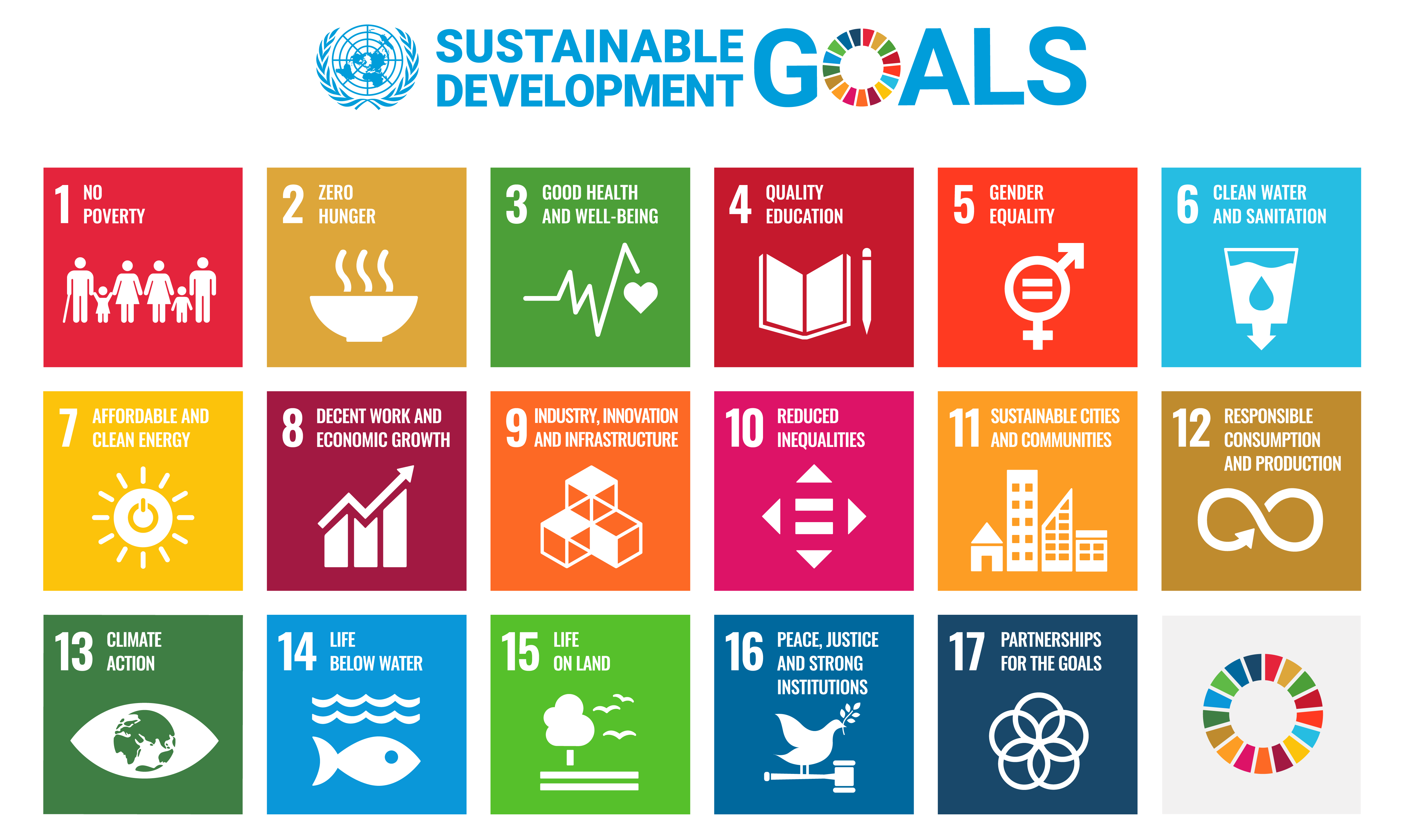
Gli obiettivi di sviluppo sostenibile delle Nazioni Unite

Nel 2000 si tenne il Vertice del Millennio per discutere il ruolo delle Nazioni Unite nel XXI secolo. L'incontro di tre giorni è stato il più grande raduno dei leader mondiali nella storia e si concluse con l'adozione da parte di tutti gli Stati membri degli Obiettivi di sviluppo del millennio (MDG), un impegno per raggiungere lo sviluppo internazionale in settori quali la riduzione della povertà, l'uguaglianza di genere e la salute pubblica. I progressi verso questi obiettivi, che dovevano essere raggiunti entro il 2015, si sono rivelati in definitiva diseguali. Il vertice mondiale del 2005 ribadì l'attenzione delle Nazioni Unite sulla promozione dello sviluppo, del mantenimento della pace, dei diritti umani e della sicurezza globale.  Nel 2015 l'organizzazione promosse gli obiettivi di sviluppo sostenibile per conseguire gli obiettivi di sviluppo del Millennio.
Oltre ad affrontare le sfide globali, le Nazioni Unite hanno cercato di migliorare la propria responsabilità e legittimità democratica impegnandosi maggiormente con la società civile e promuovendo un collegio elettorale globale. Nel tentativo di migliorare la trasparenza, nel 2016 l'organizzazione ha tenuto il suo primo dibattito pubblico tra i candidati al segretario generale. Il 1º gennaio 2017, il diplomatico portoghese António Guterres, che in precedenza era stato Alto commissario delle Nazioni Unite per i rifugiati, è diventato il nono segretario generale. Fin da subito, Guterres ha messo in evidenza diversi obiettivi chiave per la sua amministrazione, tra cui un'enfasi sulla diplomazia per prevenire i conflitti, sforzi più efficaci per il mantenimento della pace e una sostanziale razionalizzazione dell'organizzazione affinché sia più reattiva e versatile alle esigenze globali.

## Struttura e organi principali
La struttura delle Nazioni Unite si basa su cinque organi principali: l'Assemblea generale, il Consiglio di Sicurezza, il Consiglio Economico e Sociale (ECOSOC), la Corte Internazionale di Giustizia e il Segretariato delle Nazioni Unite. Un sesto organo principale, il Consiglio di amministrazione fiduciaria, sospese la sua operatività il 1º novembre 1994, in seguito all'indipendenza di Palau, l'ultimo territorio fiduciario delle Nazioni Unite rimasto.
Quattro di questi cinque organi principali si trovano nella sede principale a New York, la Corte internazionale di giustizia si trova a L'Aia, mentre altre importanti agenzie hanno sede negli uffici delle Nazioni Unite a Ginevra, a Vienna, e a Nairobi. Altri uffici delle Nazioni Unite sono dislocate in tutto il mondo. Le sei lingue ufficiali delle Nazioni Unite, utilizzate nelle riunioni e nei documenti intergovernativi, sono l'arabo, il cinese, l'inglese, il francese, il russo e lo spagnolo. Sulla base della Convenzione sui privilegi e le immunità delle Nazioni Unite, l'organizzazione e le sue agenzie godono dell'immunità diplomatica dalle leggi dei paesi in cui operano, salvaguardando l'imparzialità delle Nazioni Unite.
Sotto i sei organi vi sono, nelle parole di Linda Fasulo, «un'incredibile collezione di entità e organizzazioni, alcune delle quali sono in realtà più vecchie delle Nazioni Unite e operano con una quasi totale indipendenza da essa». Queste includono agenzie specializzate, istituti di ricerca e di formazione, programmi e fondi e altre entità delle Nazioni Unite.
Le Nazioni Unite obbediscono al principio Noblemaire, che è vincolante per qualsiasi organizzazione appartenente al sistema delle Nazioni Unite. Questo richiede stipendi che possano attirare e mantenere i cittadini dei paesi in cui i salari sono più alti, imponendo una parità di retribuzione per il lavoro indipendentemente dalla nazionalità del dipendente. In pratica, l'ICSC fa riferimento al servizio civile nazionale più remunerativo. Gli stipendi del personale sono soggetti a un'imposta interna gestita dalle organizzazioni delle Nazioni Unite.

### Assemblea generale

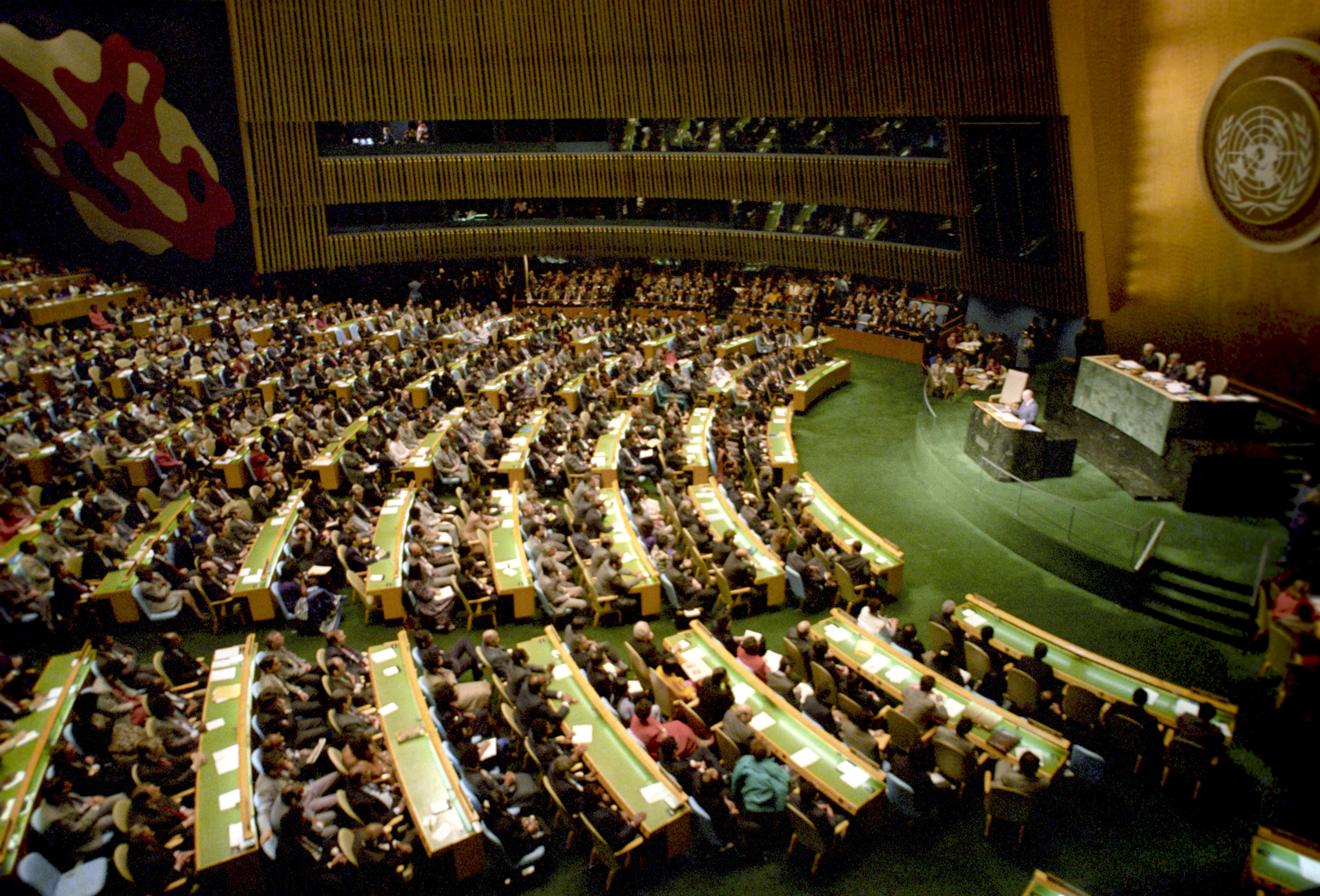
Michail Gorbačëv, segretario generale dell'Unione Sovietica parla all'Assemblea generale delle Nazioni Unite nel 1988

L'Assemblea generale è la principale assemblea deliberativa delle Nazioni Unite. È formata dai rappresentanti di tutti gli Stati membri, essa si riunisce in sessioni annuali regolari, ma è anche possibile convocarla per sessioni di emergenza. L'assemblea è guidata da un presidente, eletto tra gli Stati membri su base regionale rotante, e 21 vicepresidenti. La prima sessione si riunì il 10 gennaio 1946 nella Methodist Central Hall di Londra e comprendeva rappresentanti di 51 nazioni.
Quando l'Assemblea generale decide su questioni importanti, come quelle relative al mantenimento della pace e della sicurezza, dell'ammissione di nuovi membri e alle questioni di bilancio, è richiesta la maggioranza dei due terzi dei presenti, mentre tutti gli altri argomenti sono decisi a maggioranza.
Nel caso che il Consiglio di sicurezza non possa agire, l'Assemblea Generale può sostituirlo nella sua responsabilità primaria relativa alla violazione della pace, minaccia alla pace e atti di aggressione grazie ad una risoluzione del 1950. Ogni paese membro ha il diritto ad avere 5 rappresentanti nell'Assemblea ma dispone di un solo voto. L'Assemblea, secondo la Carta di San Francisco, non può fare uso della forza contro i Paesi ma può solo fare loro delle segnalazioni e raccomandazioni, ad eccezione della competenza prevista in caso di inerzia sopra menzionata del Consiglio di sicurezza. Inoltre, oltre all'approvazione delle questioni di bilancio, le risoluzioni non sono vincolanti per i membri. L'Assemblea può formulare raccomandazioni su qualsiasi questione che rientri nell'ambito di applicazione dell'organizzazione, ad eccezione delle questioni di pace e sicurezza che sono all'esame del Consiglio di sicurezza.
I progetti di risoluzione possono essere trasmessi all'Assemblea generale dai suoi sei comitati principali:
- Primo Comitato (Disarmo e Sicurezza Internazionale)
- Secondo comitato (economico e finanziario)
- Terzo comitato (sociale, umanitario e culturale)
- Quarto comitato (politica speciale e decolonizzazione)
- Quinto comitato (amministrativo e di bilancio)
- Sesto comitato (giuridico)

Oltre ai seguenti due comitati:
- Comitato generale - un comitato di supervisione composto dal presidente dell'assemblea, dal vicepresidente e dai capi del comitato
- Comitato delle credenziali - responsabile della determinazione delle credenziali dei rappresentanti delle Nazioni Unite di ogni nazione membro

#### Enti istituiti dall'Assemblea generale
1. UNCTAD - Conferenza delle Nazioni Unite sul commercio e lo sviluppo (Ginevra)
2. UNDP - Programma delle Nazioni Unite per lo sviluppo (New York)
3. UNIFEM - Fondo di sviluppo delle Nazioni Unite per le donne (New York)
4. UNV - Volontari delle Nazioni Unite (Bonn)
5. UNEP - Programma delle Nazioni Unite per l'ambiente (Nairobi)
6. UNFPA - Fondo delle Nazioni Unite per la popolazione (New York)
7. UN-HABITAT - Programma delle Nazioni Unite per gli insediamenti umani (Nairobi)
8. UNHCR - Alto commissariato delle Nazioni Unite per i rifugiati (Ginevra)
9. UNHCHR - Alto commissariato delle Nazioni Unite per i diritti umani (Ginevra)
10. UNICEF - Fondo delle Nazioni Unite per l'infanzia (New York)
11. UNODC - Ufficio delle Nazioni Unite per il controllo della droga e la prevenzione del crimine (Vienna)
12. PAM - Programma alimentare mondiale (Roma)
13. INSTRAW - Istituto internazionale delle Nazioni Unite per la ricerca e la formazione del progresso delle donne (Santo Domingo)
14. UNICRI - Istituto internazionale delle Nazioni Unite per la ricerca sul crimine e la giustizia (Torino)
15. UNIDIR - Istituto di ricerca delle Nazioni Unite sul disarmo (Ginevra)
16. UNITAR - Istituto delle Nazioni Unite per la formazione e la ricerca (Ginevra)
17. UNRISSD - Istituto di ricerca delle Nazioni Unite per lo sviluppo sociale (Ginevra)
18. UNHCO - Organizzazione delle Nazioni Unite per i problemi sanitari (New York)
19. UNSSC - Staff college del sistema delle Nazioni Unite (Torino)
20. COPUOS - Commissione delle Nazioni Unite sull'uso pacifico dello spazio extra-atmosferico (New York)
21. UNAIDS - Programma delle Nazioni Unite per l'AIDS/HIV (Ginevra)
22. UNOOSA - Ufficio delle Nazioni Unite per gli affari dello spazio extra-atmosferico (New York)
23. UNOPS - Ufficio delle Nazioni Unite per i servizi e i progetti (New York)
24. UNU - Università delle Nazioni Unite (Tokyo)
25. UNCITRAL - Commissione delle Nazioni Unite per il diritto commerciale internazionale (New York)
26. ITCILO - Organizzazione internazionale del Lavoro (Ginevra)
27. UNRWA - Agenzia delle Nazioni Unite per il soccorso e l'occupazione dei profughi palestinesi nel vicino oriente

### Consiglio di Sicurezza
Il Consiglio di sicurezza delle Nazioni Unite è incaricato di mantenere la pace e la sicurezza tra i paesi, dovendo intervenire per evitare che i contrasti fra i Paesi degenerino in conflitti e, in caso di guerra, fare tutto il possibile per ristabilire la pace. Mentre altri organi delle Nazioni Unite possono solo formulare "raccomandazioni" agli Stati membri, il Consiglio di sicurezza ha il potere, ai sensi dell'articolo 25 della Carta, di prendere decisioni vincolanti. Le decisioni del Consiglio sono note come risoluzioni del Consiglio di sicurezza delle Nazioni Unite.
Il Consiglio di sicurezza è composto da quindici Stati membri, di cui cinque sono i membri permanenti: Cina, Francia, Russia, Regno Unito e Stati Uniti, e i restanti dieci non permanenti vengono eletti a rotazione ogni due anni dall'Assemblea generale. Ciascuno dei cinque membri permanenti detiene il potere di veto sulle risoluzioni, cioè la possibilità di impedire l'adozione di un provvedimento anche contro il parere degli altri 14 membri del Consiglio; tuttavia non è possibile evitare il dibattito. I 5 membri permanenti hanno dunque un ruolo dominante. In caso di mancato rispetto delle delibere, il Consiglio di sicurezza può decidere di sospendere le relazioni diplomatiche, e può applicare sanzioni economiche (tra cui i cosiddetti embarghi). I dieci seggi temporanei hanno una durata di due anni, con cinque Stati membri all'anno votati dall'Assemblea generale su base regionale. La presidenza del Consiglio di sicurezza ruota in ordine alfabetico ogni mese.

#### Tribunali istituiti dal Consiglio di sicurezza
- Tribunale penale internazionale per l'ex-Jugoslavia (TPIJ): L'Aia, Paesi Bassi
- Tribunale penale internazionale per il Ruanda (TPIR): Arusha, Tanzania
- Corte speciale per la Sierra Leone (CSSL): Freetown, Sierra Leone
- Tribunale speciale della Cambogia (TSC): Phnom Penh, Cambogia

### Segretariato delle Nazioni Unite

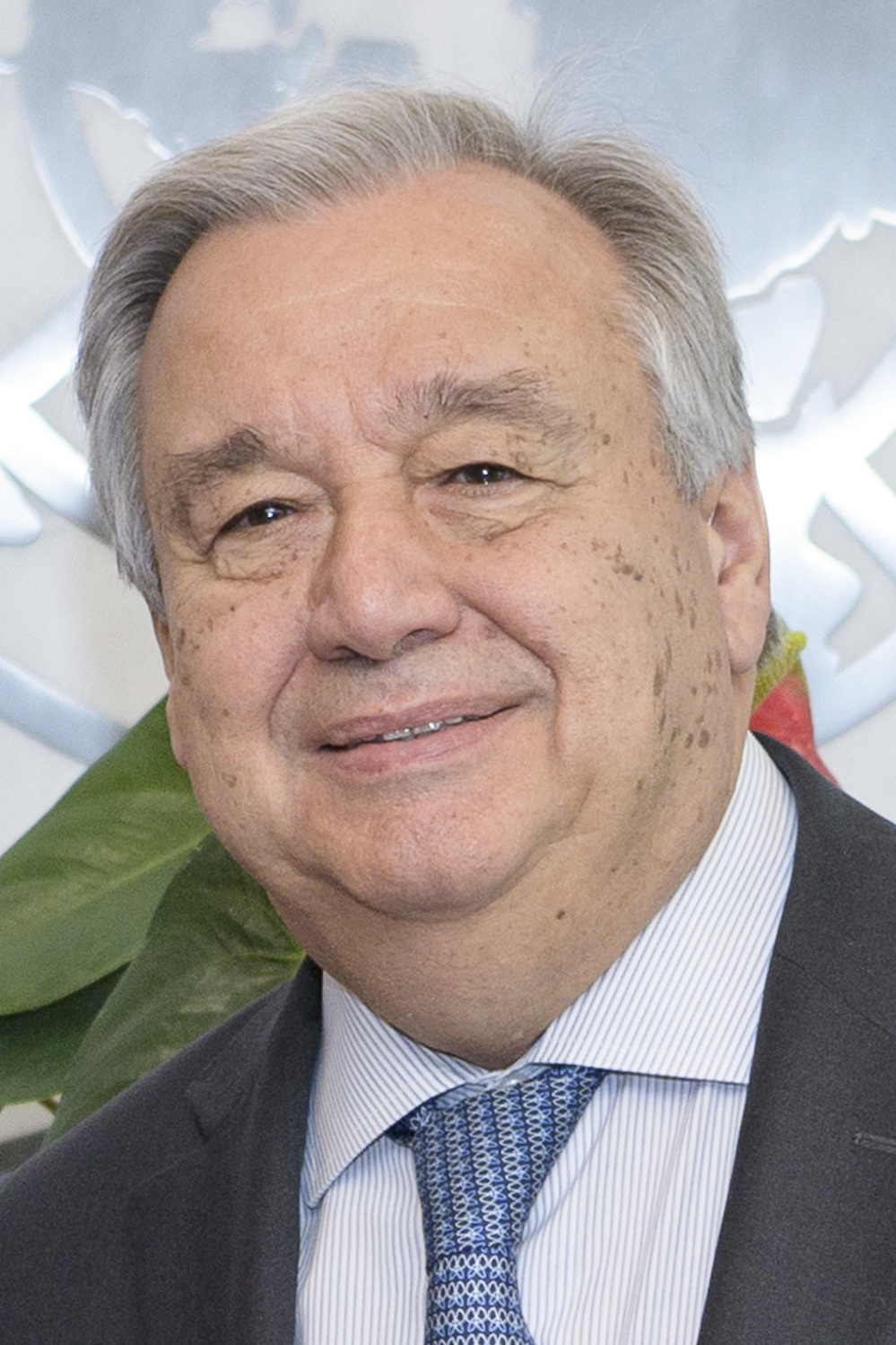
António Guterres, Segretario Generale delle Nazioni Unite nel 2020

Il segretariato delle Nazioni Unite è guidato dal segretario generale, assistito dal vice segretario generale e da uno staff di funzionari pubblici internazionali provenienti da tutto il mondo. Questo fornisce studi, informazioni e servizi necessari agli organismi delle Nazioni Unite per le loro riunioni. Svolge inoltre alcuni incarichi, secondo le indicazioni emesse del Consiglio di sicurezza, dell'Assemblea generale, del Consiglio economico e sociale e di altri organi delle Nazioni Unite.
Il segretario generale funge da portavoce di fatto e leader dell'organizzazione e la sua posizione è definita nella Carta come "responsabile amministrativo". L'articolo 99 stabilisce che il segretario generale possa portare all'attenzione del Consiglio di sicurezza «qualsiasi questione che a suo avviso possa minacciare il mantenimento della pace e della sicurezza internazionale», una frase che i segretari generali successivi a Trygve Lie hanno interpretato nell'ottica di aumentare il margine di azione sulla scena mondiale.
Il segretario generale viene nominato dall'Assemblea generale, dopo essere stato raccomandato dal Consiglio di Sicurezza, dove i membri permanenti hanno potere di veto. Non vi sono criteri specifici per il rinnovo del mandato, ma nel corso degli anni è stato accettato che il segretario rimanesse in carico per uno o due mandati di cinque anni. Al 2020, il segretario generale è António Guterres, che ha sostituito Ban Ki-moon nel 2017.

### Corte di giustizia internazionale

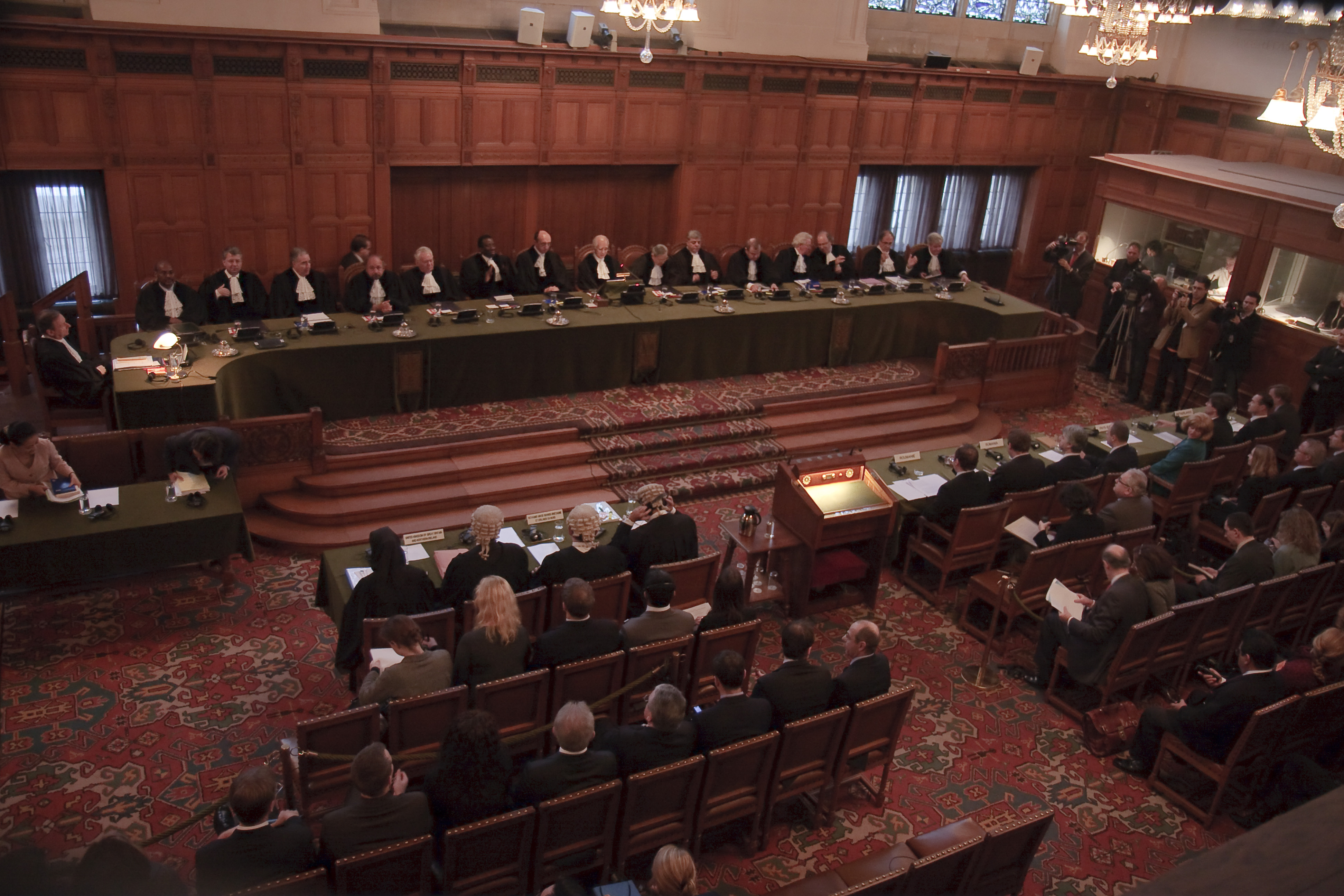
La Corte internazionale di giustizia in riunione.

La Corte internazionale di giustizia, con sede a L'Aia, nei Paesi Bassi, è il principale organo giudiziario delle Nazioni Unite. Istituita nel 1945 dalla Carta delle Nazioni Unite, la Corte iniziò a lavorare nel 1946 come successore della Corte permanente di giustizia internazionale. È composta da 15 giudici con un mandato di 9 anni e sono nominati dall'Assemblea generale; ogni giudice deve essere di una nazione diversa e non può avere altri incarichi né di natura politica né amministrativa.  Nell'esercizio delle proprie funzioni, essi godono dell'immunità diplomatica secondo quanto previsto dall'Articolo 105 dello Statuto. La procedura di elezione dei giudici è la seguente: il Segretario generale propone una lista di candidati; successivamente, l'Assemblea generale e il Consiglio di sicurezza iniziano a votare indipendentemente uno dall'altro; i giudici eletti saranno coloro che avranno la maggioranza assoluta in entrambi gli organi amministrativi. Se dopo questa procedura vi sono ancora dei seggi da coprire, si procede a una votazione ulteriore.
La sua sede si trova nel Palazzo della Pace a L'Aia, condividendo l'edificio con l'Accademia del diritto internazionale dell'Aia, un centro privato per lo studio del diritto internazionale. La funzione principale della Corte è di risolvere le dispute fra Stati membri delle Nazioni Unite che hanno accettato la sua giurisdizione. Essa esercita una funzione giurisdizionale riguardo all'applicazione e l'interpretazione del diritto internazionale. Il tribunale ha ascoltato casi relativi a crimini di guerra, interferenze statali illegali, pulizia etnica e altre questioni. La Corte può essere chiamata anche da altri organi delle Nazioni Unite per fornire pareri consultivi.

### Consiglio economico e sociale

Logo del Consiglio economico e sociale delle Nazioni Unite

Il Consiglio economico e sociale (ECOSOC) è l'organo consultivo e di coordinamento dell'attività economica e sociale delle Nazioni Unite e delle varie organizzazioni a esse collegate. Conta 54 membri, eletti dall'Assemblea generale per un mandato di tre anni. Il presidente viene, invece, eletto per un mandato di un anno e scelto tra gli Stati piccoli o medi appartenenti all'ECOSOC. Il consiglio si riunisce annualmente a luglio, a New York o a Ginevra. Considerate separate dagli organismi specializzati che coordina, le funzioni dell'ECOSOC comprendono la raccolta di informazioni, la consulenza alle nazioni membri e la formulazione di raccomandazioni. A causa del suo ampio mandato che comprende il coordinamento di molte agenzie, esso è stato a volte criticato come scarsamente rilevante.
Gli organi sussidiari dell'ECOSOC includono il Forum permanente delle Nazioni Unite sulle questioni indigene, che fornisce consulenza alle agenzie dell'organizzazione relativamente alle popolazioni indigene; il Forum delle Nazioni Unite sulle foreste, che coordina e promuove la gestione sostenibile delle foreste; la Commissione statistica delle Nazioni Unite, che coordina gli sforzi di raccolta di informazioni tra agenzie; e la Commissione per lo sviluppo sostenibile, che coordina gli sforzi tra le agenzie delle Nazioni Unite e le Organizzazioni Non Governative impegnate nello sviluppo sostenibile. L'ECOSOC può inoltre concedere lo status consultivo alle organizzazioni non governative; entro il 2004, oltre 2 200 organizzazioni avevano ricevuto questo status.

#### Enti istituiti dal Consiglio economico e sociale
In conformità all'articolo 68 della Carta, il Consiglio ha fondato molti organi sussidiari che sono subordinati all'Assemblea generale, che dà loro le direttive.
- UNCCPCJ - Commissione per la prevenzione del crimine e la giustizia penale
- UNHRC - Consiglio per i diritti umani, che nel 2006 ha ereditato le funzioni della Commissione per i diritti umani (UNHCR), rispetto alla quale non è più sotto l'egida del Consiglio economico e sociale delle Nazioni Unite
- UNCND - Commissione per le droghe narcotiche
- UNCPD - Commissione per la popolazione e lo sviluppo
- UNCSD - Commissione per lo sviluppo sociale (New York)
- UNCSTD - Commissione per la scienza e la tecnologia per lo sviluppo (Ginevra)
- UNCSW - Commissione per lo stato della donna
- UNSD - Commissione statistica delle Nazioni Unite
- ECA - Commissione economica per l'Africa (Addis Abeba)
- ECE - Commissione economica per l'Europa (Ginevra)
- ECLAC - Commissione economica per l'America Latina e i Caraibi (Santiago)
- ESCAP - Commissione economica e sociale per l'Asia e il Pacifico (Bangkok)
- ESCWA - Commissione economica e sociale per l'Asia Occidentale (Beirut)
- FAO - Organizzazione per l'alimentazione e l'agricoltura (Roma)
- IBRD - Banca internazionale per la ricostruzione e lo sviluppo (Washington)
- ICAO - Organizzazione internazionale dell'aviazione civile (Montréal)
- IFAD - Fondo internazionale per lo sviluppo agricolo (Roma)
- ILO - Organizzazione internazionale del lavoro (Ginevra)
- IMF - Fondo monetario internazionale (Washington)
- IMO - Organizzazione marittima internazionale (Londra)
- INCB - Organizzazione internazionale per il controllo degli stupefacenti (Vienna)
- ITU - Unione internazionale delle telecomunicazioni (Ginevra)
- UNESCO - Organizzazione delle Nazioni Unite per l'educazione, la scienza e la cultura (Parigi)
- UNIDO - Organizzazione delle Nazioni Unite per lo sviluppo industriale (Vienna)
- UPU - Unione postale universale (Berna)
- OMPI - Organizzazione mondiale per la proprietà intellettuale (Ginevra)
- OMS - Organizzazione mondiale della sanità (Ginevra)
- OMM - Organizzazione meteorologica mondiale (Ginevra)

### Consiglio per i diritti umani
Il Consiglio per i diritti umani delle Nazioni Unite è l'organo con il compito di supervisionare il rispetto e le violazioni dei diritti umani in tutti gli stati aderenti alle Nazioni Unite (anche quelli che hanno votato contro la creazione del Consiglio), e informare l'opinione pubblica mondiale dello stato dei diritti umani nel mondo. Dal 2006 ha sostituito la precedente Commissione per i diritti umani dell'Assemblea generale, ampliandone i poteri.

### Agenzie specializzate

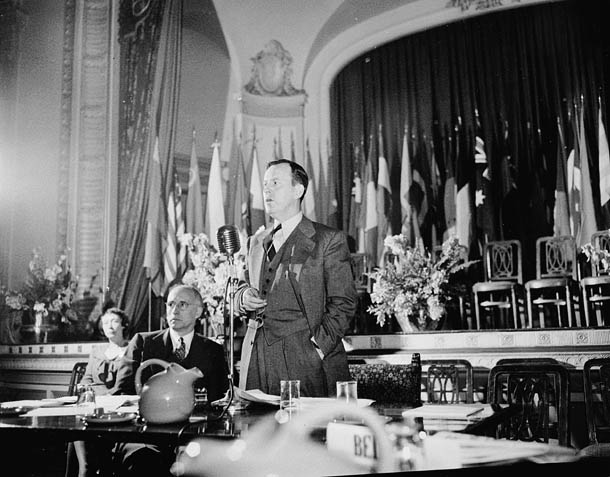
Lester Bowles Pearson presiede la sessione plenaria della conferenza fondante della FAO nell'ottobre 1945

La Carta delle Nazioni Unite stabilisce che ciascun organo primario dell'organizzazione possa stabilire varie agenzie specializzate per adempiere ai propri doveri. Alcune agenzie più note sono l'Agenzia internazionale per l'energia atomica (fondata nel 1957 e premio Nobel per la pace nel 2005), l'Organizzazione per l'alimentazione e l'agricoltura, l'UNESCO, la Banca mondiale e l'Organizzazione mondiale della sanità (OMS). Le Nazioni Unite svolgono la maggior parte del loro lavoro umanitario attraverso queste agenzie; alcuni esempi includono i programmi di vaccinazione di massa (attraverso l'OMS), la prevenzione delle carestie e della malnutrizione (attraverso il lavoro del PAM), la protezione di rifugiati, sfollati e apolidi (mediante l'UNHCR).
Tra gli organi principali, lo Statuto delle Nazioni Unite prevedeva anche il Consiglio di amministrazione fiduciaria. Questa istituzione ha di fatto cessato di esistere con la fine dei regimi di amministrazione fiduciaria; l'ultimo territorio in amministrazione fiduciaria è stato Palau, che è diventato indipendente dagli Stati Uniti il primo ottobre 1994: si è trattato dell'ultima occasione in cui il Consiglio ha operato. La chiusura formale è stata, tuttavia, concordata solo nel summit tenutosi a New York dal 14 al 16 settembre 2005.
| No. | Acronimo | Agenzia                                                                      | Sede centrale                | Capo                   | Anno fondazione |
| --- | -------- | ---------------------------------------------------------------------------- | ---------------------------- | ---------------------- | --------------- |
| 1.  | FAO      | Organizzazione del cibo e dell'agricoltura                                   | Roma, Italia                 | Qu Dongyu              | 1945            |
| 2.  | ICAO     | Organizzazione internazionale Aviazione Civile                               | Montréal, Québec, Canada     | Juan Carlos Salazar    | 1947            |
| 3.  | IFAD     | Fondo internazionale per lo sviluppo agricolo                                | Roma, Italia                 | Alvaro Lario           | 1977            |
| 4.  | OIL      | Organizzazione Internazionale del Lavoro                                     | Ginevra, Svizzera            | Gilbert Houngbo        | 1946            |
| 5.  | IMO      | Organizzazione Marittima Internazionale                                      | Londra, Regno Unito          | Kitak Lim              | 1948            |
| 6.  | FMI      | Fondo Monetario Internazionale                                               | Washington, DC , Stati Uniti | Kristalina Georgieva   | 1945            |
| 7.  | ITU      | Unione Internazionale delle Telecomunicazioni                                | Ginevra, Svizzera            | Houlin Zhao            | 1947            |
| 8.  | UNESCO   | Organizzazione delle Nazioni Unite per l'educazione, la scienza e la cultura | Parigi, Francia              | Audrey Azoulay         | 1946            |
| 9.  | UNIDO    | Organizzazione delle Nazioni Unite per lo sviluppo industriale               | Vienna, Austria              | Gerd Müller            | 1967            |
| 10. | UNWTO    | Organizzazione Mondiale del Turismo                                          | Madrid, Spagna               | Zurab P'ololik'ashvili | 1974            |
| 11. | UPU      | Unione Postale Universale                                                    | Berna, Svizzera              | Masahiko Metoki        | 1947            |
| 12. | WBG      | Gruppo della Banca Mondiale                                                  | Washington, DC , Stati Uniti | David Malpass          | 1945            |
| 13. | OMS      | Organizzazione Mondiale della Sanità                                         | Ginevra, Svizzera            | Tedros Adhanom         | 1948            |
| 14. | OMPI     | Organizzazione mondiale per proprietà intellettuale                          | Ginevra, Svizzera            | Daren Tang             | 1974            |
| 15. | OMM      | Organizzazione Meteorologica Mondiale                                        | Ginevra, Svizzera            | Gerhard Adrian         | 1950            |

## Membri
1945
     1946–1959
     1960–1989
     1990–2011
     Osservatori

Stati membri delle Nazioni Unite.

Stati membri delle Nazioni Unite per anno di ingresso.
1945
1946–1959
1960–1989
1990–2011
Osservatori

Con l'ingresso del Sud Sudan, avvenuto il 14 luglio 2011, gli Stati membri delle Nazioni Unite sono 193.
1. L'adesione alle Nazioni Unite è aperta a tutti gli altri Stati amanti della pace che accettano gli obblighi contenuti nella presente Carta e, a giudizio dell'Organizzazione, sono in grado e disposti a svolgere tali obblighi.
2. L'ammissione di tale Stato all'Organizzazione delle Nazioni Unite sarà deliberata con una decisione dell'Assemblea generale su raccomandazione del Consiglio di Sicurezza. Capitolo II, articolo 4.»
Inoltre, vi sono due Osservatori dell'Assemblea generale delle Nazioni Unite: la Santa Sede (che detiene la sovranità sulla Città del Vaticano) e lo Stato della Palestina. Le Isole Cook e Niue, entrambi stati in libera associazione con la Nuova Zelanda, sono membri a pieno titolo di diverse agenzie specializzate delle Nazioni Unite e hanno ottenuto il riconoscimento della loro "piena capacità contrattuale" dal Segretariato.
Lo Stato di Palestina dal 29 novembre 2012, è rappresentato dall'ANP e precedentemente, come entità, dall'OLP.

### Gruppo dei 77

Gruppo di 77 paesi al 2008 in verde

Il Gruppo dei 77 (G77) delle Nazioni Unite è una coalizione libera di paesi in via di sviluppo, pensata per promuovere gli interessi economici collettivi dei suoi membri e creare una capacità di negoziazione congiunta rafforzata nelle Nazioni Unite. Settantasette nazioni hanno fondato il gruppo, ma a novembre 2013 l'appartenenza è stata estesa fino a raggiungere i 133 paesi membri. Il gruppo è stato fondato il 15 giugno 1964 tramite la "Dichiarazione congiunta dei Settantasette Paesi" emessa alla Conferenza delle Nazioni Unite sul commercio e lo sviluppo (UNCTAD). Il gruppo tenne il suo primo grande incontro ad Algeri nel 1967, dove venne adottata la Carta di Algeri e stabilì le basi per le sue strutture istituzionali permanenti. Con l'adozione negli anni 1970 del Nuovo ordine economico internazionale da parte dei paesi in via di sviluppo, il lavoro del G77 si diffuse in tutto il sistema delle Nazioni Unite.

### Organizzazioni intergovernative

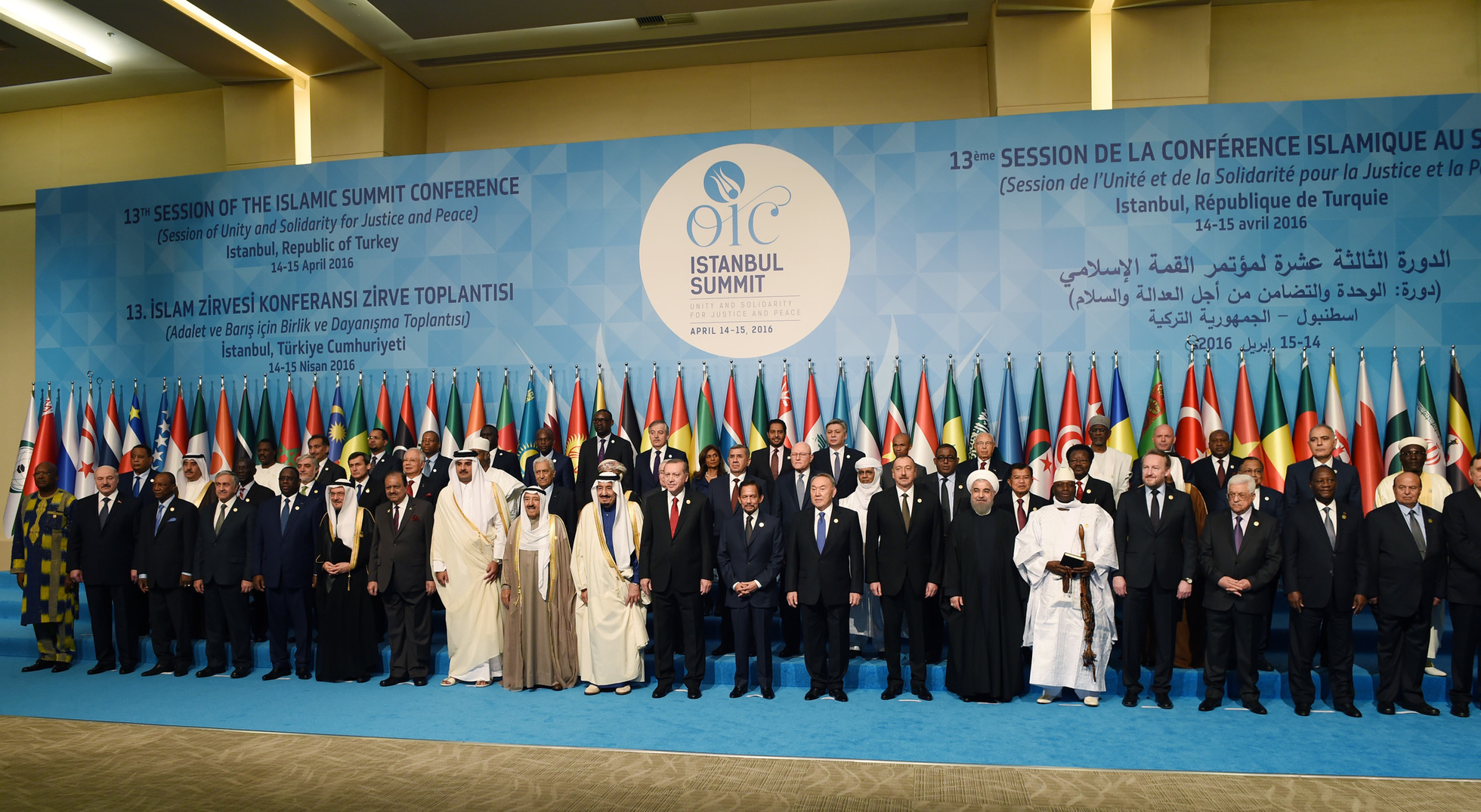
Sessione dell'Organizzazione della cooperazione islamica

Le organizzazioni intergovernative con delegazioni permanenti presso le sedi ONU sono in totale 19. Tra queste: l'Unione europea, la Lega araba, il Segretariato del Commonwealth, l'Organizzazione della cooperazione islamica, l'Unione africana, la Comunità Caraibica e l'Interpol. Le organizzazioni intergovernative prive di delegazioni permanenti presso le sedi ONU sono invece 50 e tra queste: il Consiglio d'Europa e la Comunità degli Stati Sahelo-Sahariani.
Infine, vi sono 4 entità con delegazioni presso le sedi ONU: la Croce Rossa e Mezzaluna Rossa Internazionale, il Comitato Olimpico Internazionale, l'Unione interparlamentare e il Sovrano Militare Ordine Ospedaliero di San Giovanni, di Gerusalemme, di Rodi e di Malta.

## Obiettivi

### Mantenimento della pace e sicurezza

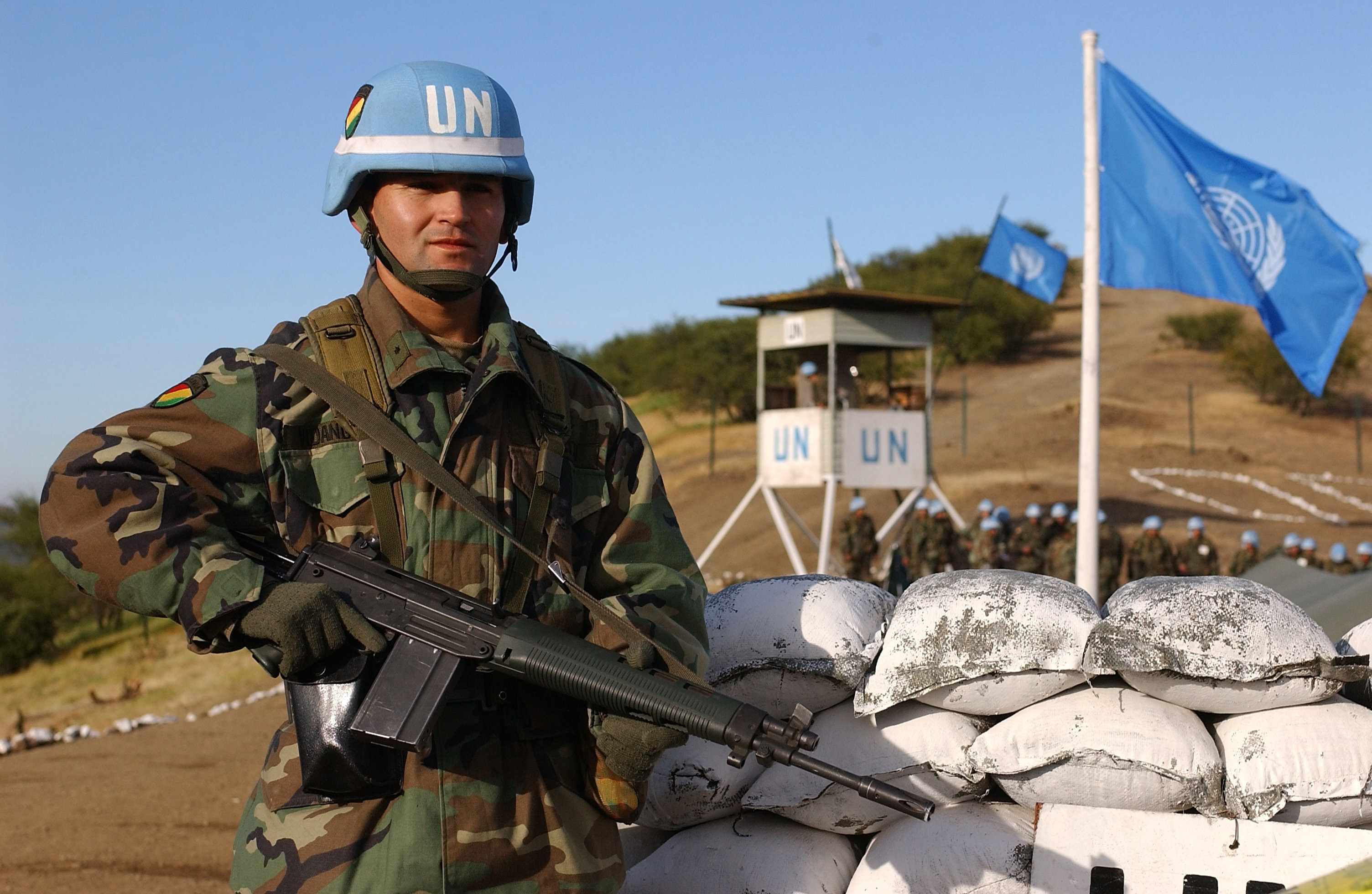
Un "casco blu" boliviano durante un'esercitazione

Le Nazioni Unite, a seguito dell'approvazione da parte del Consiglio di sicurezza, inviano operatori di pace nelle regioni in cui un conflitto armato è terminato recentemente o sospeso, al fine di far rispettare i termini degli accordi di pace e per scoraggiare i combattenti dal riprendere le ostilità. Poiché le Nazioni Unite non mantengono una propria forza militare, queste sono fornite volontariamente dagli Stati membri. I soldati appartenenti a tali forze di pace sono talvolta soprannominati "caschi blu" per il loro equipaggiamento distintivo. Nel 1988, le forze di pace dell'ONU, nel loro insieme, hanno ricevuto il premio Nobel per la pace.
Nel settembre 2013, le Nazioni Unite hanno dispiegato soldati per il mantenimento della pace in 15 missioni, la più vasta operazione è stata la missione dell'Organizzazione delle Nazioni Unite per la stabilizzazione nella Repubblica Democratica del Congo (MONUSCO), che ha visto la partecipazione di 20 688 persone in uniforme. L'operazione più piccola in termini di impiego di uomini è stata, invece, il Gruppo di Osservatori delle Nazioni Unite tra l'India e il Pakistan (UNMOGIP) che contava 42 persone in uniforme responsabili del monitoraggio del cessate il fuoco nel Jammu e Kashmir. I peacekeeper delle Nazioni Unite, insieme all'Organizzazione delle Nazioni Unite per la Supervisione dell'Armistizio (UNTSO), sono di stanza in Medio Oriente dal 1948, la missione di mantenimento della pace attiva da più tempo.
Uno studio della RAND Corporation effettuato nel 2005 ha riscontrato che le Nazioni Unite hanno avuto successo in due dei tre delle missioni di mantenimento della pace. Sempre nel 2005, il rapporto sulla sicurezza umana documentava una diminuzione del numero di guerre, di genocidi e di violazioni dei diritti umani dalla fine della guerra fredda e presentava prove, sebbene circostanziali, che le iniziative internazionali, guidate principalmente dalle Nazioni Unite fossero la principale spiegazione di ciò. Le situazioni in cui le Nazioni Unite non solo hanno agito per mantenere la pace, ma sono anche intervenute, includono la guerra di Corea (1950-1953) e l'autorizzazione all'intervento in Iraq nella prima guerra del Golfo (1990-1991).

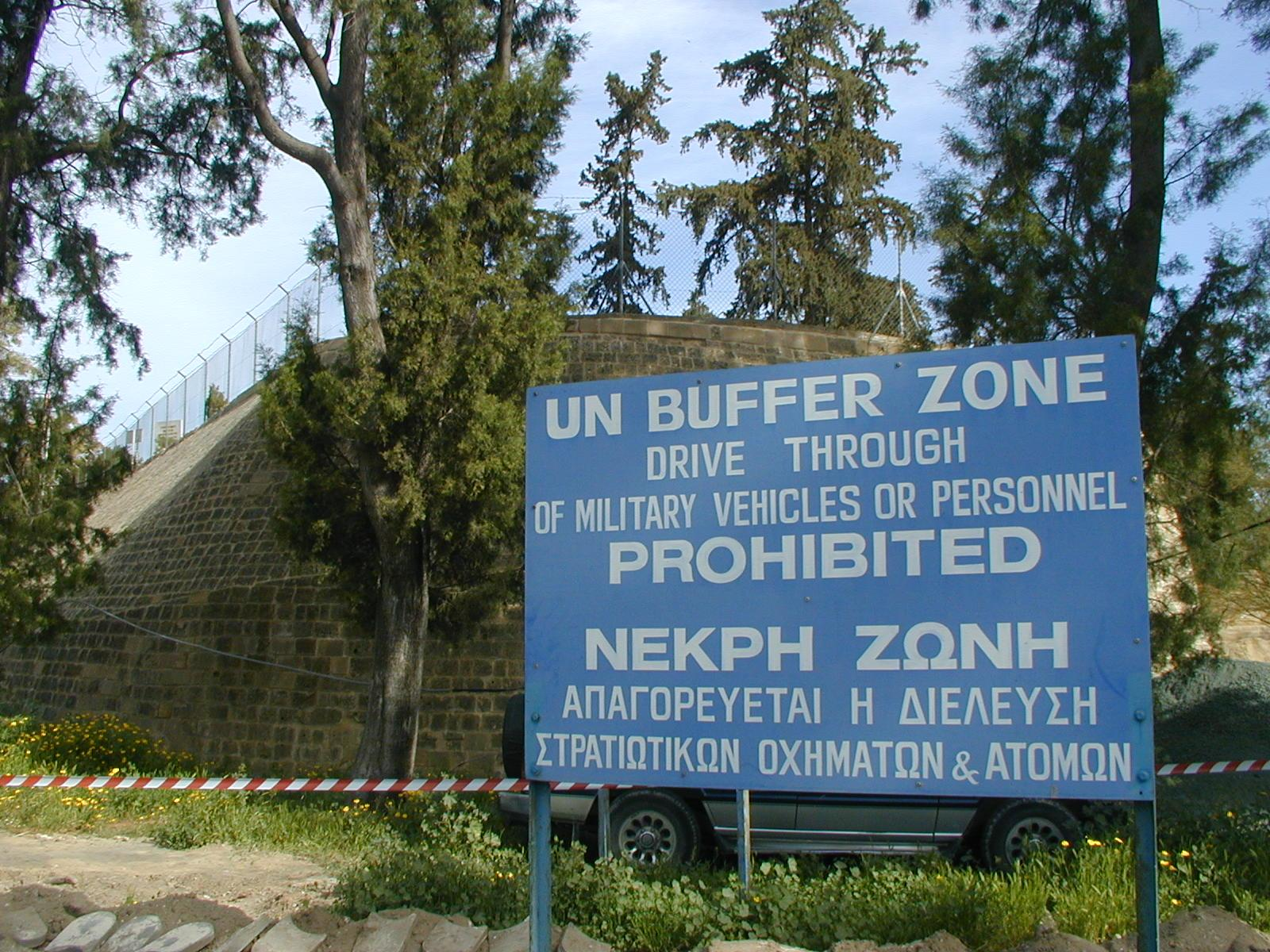
La "linea verde" a Cipro istituita dalle Nazioni Unite a seguito dell'Invasione turca dell'isola

Le Nazioni Unite hanno anche espresso critiche per i fallimenti percepiti. In molti casi, gli Stati membri hanno mostrato riluttanza a raggiungere o applicare le risoluzioni del Consiglio di sicurezza. Le divergenze in seno al Consiglio di sicurezza sull'azione e l'intervento militari non sono riuscite a prevenire il genocidio in Bangladesh nel 1971, il genocidio cambogiano negli anni 1970 e il genocidio in Ruanda nel 1994. Allo stesso modo, l'inazione delle Nazioni Unite è stata accusata di non aver impedito il massacro di Srebrenica nel 1995 o di essere stata poco incisiva nel prevenire la guerra civile somala nei primi anni 1990. Le forze di pace delle Nazioni Unite sono state anche accusate di aver commesso stupri su bambini, approfittato della prostituzione ed essersi macchiate di abusi sessuali durante alcune missioni di mantenimento della pace nella Repubblica Democratica del Congo, ad Haiti, in Liberia, nel Sudan, nel Burundi e in Costa d'Avorio. Alcuni studiosi hanno citato le forze di pace delle Nazioni Unite dal Nepal come la probabile fonte dell'Epidemia di colera ad Haiti del 2010, che ha ucciso oltre 8 000 haitiani, successiva al terremoto di Haiti del 2010.
Oltre al mantenimento della pace, le Nazioni Unite sono anche attive nel favorire il disarmo. Il tema della regolamentazione degli armamenti venne inclusa nella stesura della Carta delle Nazioni Unite nel 1945 e fu concepita come un modo per limitare l'uso delle risorse umane ed economiche per la loro produzione. L'avvento delle armi nucleari è arrivato solo poche settimane dopo la firma della carta, e ha prodotto la prima risoluzione della prima riunione dell'Assemblea generale che chiedeva proposte specifiche per "l'eliminazione dagli arsenali nazionali delle armi atomiche e di tutte le altre principali armi adattabili alla distruzione di massa". Le Nazioni Unite sono state coinvolte in trattati di limitazione delle armi, come il Trattato sullo spazio esterno (1967), il Trattato di non proliferazione nucleare (1968), il Trattato sul controllo delle armi dei fondali marini (1971), la Convenzione per le armi biologiche (1972), la Convenzione sulle armi chimiche (1992) e il Trattato di Ottawa (1997), che vieta le mine antiuomo. Tre organi delle Nazioni Unite sovrintendono alle questioni relative alla proliferazione delle armi: l'Agenzia internazionale per l'energia atomica, l'Organizzazione per la proibizione delle armi chimiche e la Commissione preparatoria per l'organizzazione del trattato sul divieto di test nucleari.

### Diritti umani

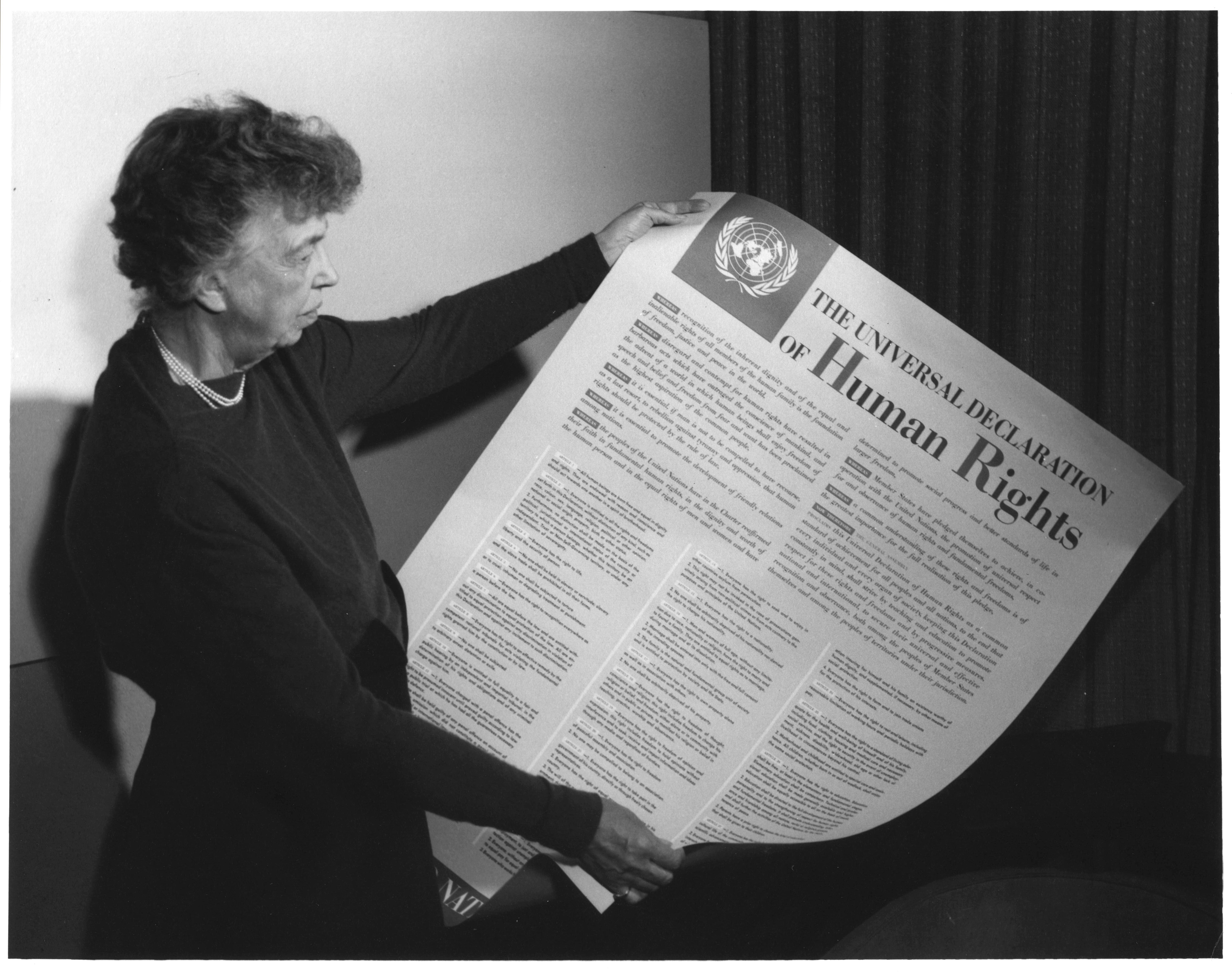
Eleanor Roosevelt con la Dichiarazione universale dei diritti umani

Uno degli scopi primari delle Nazioni Unite è "promuovere e incoraggiare il rispetto dei diritti umani e delle libertà fondamentali per tutti, senza distinzioni di razza, sesso, lingua o religione", e gli Stati membri si impegnano a intraprendere "azioni comuni e separate" per proteggere questi diritti.
Nel 1948, l'Assemblea generale adottò una Dichiarazione universale dei diritti umani, redatta da un comitato guidato da Eleanor Roosevelt e che includeva l'avvocato francese René Cassin. Tale documento proclama i diritti civili, politici ed economici fondamentali che devono essere comuni a tutti gli esseri umani, sebbene la sua efficacia nel raggiungere tali obiettivi sia stata messa in dubbio fin dalla sua stesura. La Dichiarazione funge da «programma standardizzato per tutti i popoli e tutte le nazioni» piuttosto che come un documento giuridicamente vincolante, ma è comunque diventata la base di due trattati vincolanti: il Patto internazionale sui diritti civili e politici del 1966 e il Convenzione internazionale sui diritti economici, sociali e culturali. In pratica, sebbene le Nazioni Unite non siano in grado di intraprendere azioni significative contro le violazioni dei diritti umani senza che vi sia una risoluzione del Consiglio di sicurezza, esse svolgano un lavoro sostanziale nelle indagini e nella segnalazione di irregolarità.
Nel 1979, l'Assemblea generale ha adottato la Convenzione sull'eliminazione di ogni forma di discriminazione della donna, seguita dieci anni più tardi dalla Convenzione internazionale sui diritti dell'infanzia. Con la fine della guerra fredda, la spinta verso azioni volte a tutelare i diritti umani ha assunto un nuovo slancio. Nel 1993 si è provveduto ad istituire la Commissione per i diritti umani con compiti di sorveglianza per conto dell'organizzazione in seguito dell'emanazione di alcune raccomandazioni da parte Conferenza mondiale sui diritti umani svoltasi nello stesso anno. Jacques Fomerand, studioso delle Nazioni Unite, descrive il mandato di questa organizzazione come «ampio e vago», con «scarse» risorse per metterlo in pratica. Nel 2006, la commissione è stata sostituita da un Consiglio per i diritti umani delle Nazioni Unite composto da 47 nazioni. Sempre nel 2006, l'Assemblea generale ha approvato una Dichiarazione dei diritti dei popoli indigeni, mentre nel 2011 è passata la prima risoluzione che riconosce i diritti delle persone LGBT.
Altri organi delle Nazioni Unite responsabili delle questioni relative ai diritti delle donne includono la Commissione delle Nazioni Unite sullo status delle donne, una commissione facente parte dell'ECOSOC fondata nel 1946; il Fondo di sviluppo delle Nazioni Unite per le donne, creato nel 1976; e l'Istituto internazionale delle Nazioni Unite per la ricerca e la formazione del progresso delle donne, quest'ultimo fondato nel 1979. Il Forum permanente delle Nazioni Unite sulle questioni indigene, uno dei tre organi incaricati di sorvegliare le questioni relative alle popolazioni indigene, ha tenuto la sua prima sessione in 2002.

### Sviluppo economico e assistenza umanitaria

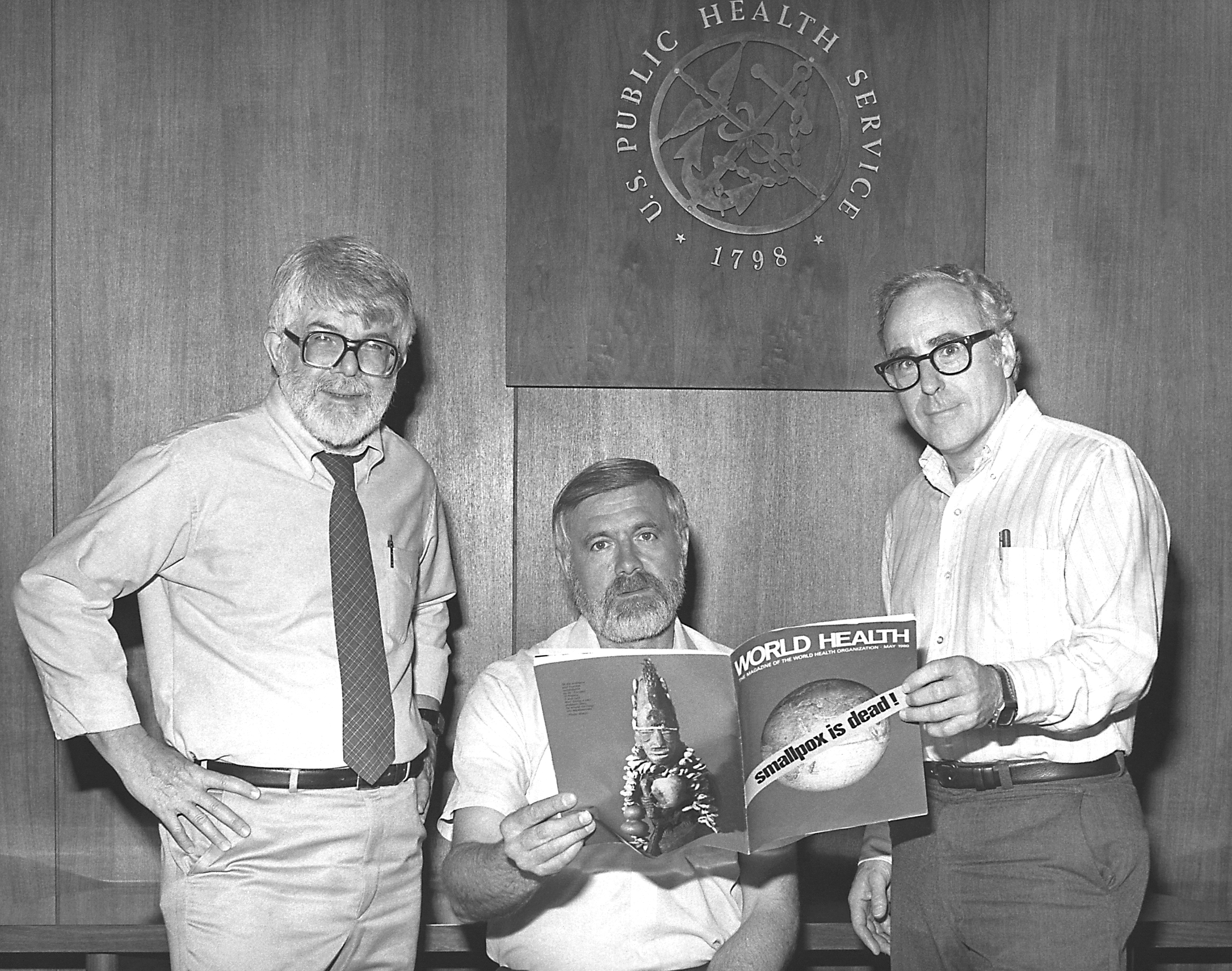
Tre ex direttori del programma di eradicazione globale del vaiolo leggono la notizia che tale malattia è stata debellata totalmente nel 1980

Un altro scopo primario delle Nazioni Unite è «raggiungere la cooperazione internazionale per risolvere i problemi internazionali di carattere economico, sociale, culturale o umanitario». Numerosi organismi sono stati creati per raggiungere questo obiettivo, principalmente sotto l'autorità dell'Assemblea generale e dell'ECOSOC. Nel 2000, i 192 Stati membri delle Nazioni Unite hanno concordato di raggiungere otto Obiettivi di sviluppo del Millennio entro il 2015  ma in quell'anno si è dovuto lanciare gli Obiettivi di sviluppo sostenibile al fine di conseguire i precedenti. Gli Obiettivi di sviluppo sostenibile possono contare su di un quadro di finanziamento associato chiamato Agenda di azione di Addis Abeba.
Il Programma delle Nazioni Unite per lo sviluppo (UNDP), un'organizzazione per l'assistenza tecnica basata su sovvenzioni fondata nel 1945, è uno dei principali organismi nel campo dello sviluppo internazionale. L'organizzazione pubblica anche l'indice di sviluppo umano, una misura comparativa che classifica i paesi in base a ricchezza, alfabetizzazione, istruzione, aspettativa di vita oltre ad altri fattori. L'Organizzazione per l'alimentazione e l'agricoltura (FAO), anch'essa fondata nel 1945, promuove lo sviluppo agricolo e la sicurezza alimentare. L'UNICEF(il Fondo delle Nazioni Unite per l'infanzia) è stato istituito nel 1946 per aiutare i bambini europei dopo la seconda guerra mondiale e successivamente ha ampliato la sua missione al fine di fornire aiuti in tutto il mondo sostenendo la Convenzione sui diritti dell'infanzia.
Il Gruppo della Banca mondiale e il Fondo Monetario Internazionale (FMI) sono agenzie indipendenti e osservatori nell'ambito delle Nazioni Unite, secondo un accordo del 1947, istituite inizialmente separatamente dalle Nazioni Unite attraverso gli Accordi di Bretton Woods del 1944. La Banca mondiale offre prestiti per lo sviluppo internazionale, mentre l'FMI promuove la cooperazione economica internazionale e concede prestiti di emergenza ai paesi indebitati.

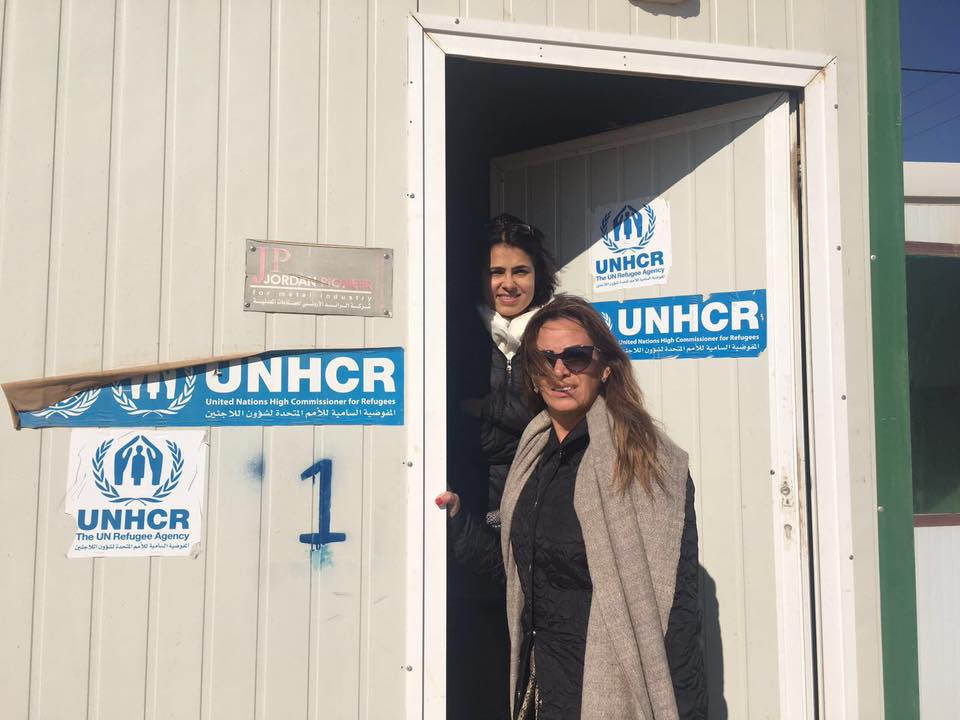
In Giordania, l'UNHCR rimane responsabile dei rifugiati siriani nel campo Zaatari

L'Organizzazione mondiale della sanità (OMS) è un'altra delle più importanti agenzie delle Nazioni Unite e si occupa di questioni sanitarie internazionali e sull'eradicazione delle malattie. Nel 1980 l'agenzia annunciò l'eradicazione completa del vaiolo e nei decenni successivi, è riuscita a debellare quasi completamente la poliomielite, la cecità fluviale e la lebbra. Il programma delle Nazioni Unite per l'AIDS/HIV (UNAIDS), iniziato nel 1996, coordina la risposta dell'organizzazione all'epidemia globale di AIDS mentre il Fondo delle Nazioni Unite per la popolazione, che anch'esso dedica parte delle sue risorse alla lotta contro l'HIV, è la principale fonte di finanziamento al mondo per la salute riproduttiva e i servizi di pianificazione familiare.
Insieme al movimento Internazionale della Croce Rossa e della Mezzaluna Rossa, le Nazioni Unite assumono spesso un ruolo guida nel coordinare gli aiuti in caso di emergenza. Il programma alimentare mondiale (PAM), istituito nel 1961, fornisce aiuti alimentari in risposta a carestie, catastrofi naturali e conflitti armati. L'organizzazione riferisce di nutrire ogni anno in media 90 milioni di persone in 80 nazioni. L'Alto Commissariato delle Nazioni Unite per i rifugiati (UNHCR), istituito nel 1950, lavora per proteggere i diritti di rifugiati, richiedenti asilo e apolidi. I programmi UNHCR e PAM sono finanziati da contributi volontari erogati dai governi, da società e da privati, sebbene i costi amministrativi dell'UNHCR siano coperti attraverso il bilancio principale delle Nazioni Unite.

### Altro
Dalla fondazione delle Nazioni Unite, oltre 80 colonie hanno raggiunto l'indipendenza. Nel 1960, l'Assemblea generale ha adottato la Dichiarazione sulla concessione dell'indipendenza ai Paesi e ai Popoli coloniali, senza alcun voto contrario ma con astensioni da parte di tutte le maggiori potenze coloniali. Le Nazioni Unite lavorano per la decolonizzazione attraverso diversi gruppi, tra cui il Comitato delle Nazioni Unite per la decolonizzazione, istituito nel 1962; questo comitato elenca diciassette restanti "territori non autonomi", il più grande e popoloso dei quali è il Sahara occidentale.
A partire dalla formulazione del Programma delle Nazioni Unite per l'ambiente (UNEP) nel 1972, l'organizzazione ha reso le questioni ambientali una parte importante della propria agenda. Gli scarsi successi ottenuti nei primi due decenni di lavoro in questo settore ha portato ad organizzare, nel 1992, il Summit della Terra a Rio de Janeiro, in Brasile, al fine di tentare di darne nuovo slancio. Nel 1988, l'UNEP e l'Organizzazione meteorologica mondiale (OMM), un'altra organizzazione delle Nazioni Unite, hanno istituito il Gruppo intergovernativo sul cambiamento climatico, con il compito di valutare e fornire rapporti riguardo allo stato della ricerca sul riscaldamento globale. Il protocollo di Kyoto, sponsorizzato dall'ONU e firmato nel 1997, ha fissato alcuni obiettivi, riguardanti la riduzione delle emissioni inquinanti in atmosfera, legalmente vincolanti per gli Stati ratificanti.
Le Nazioni Unite dichiarano e coordinano anche le osservazioni internazionali, ossia periodi di tempo dedicati ad osservare le questioni di interesse o di preoccupazione internazionale. Alcuni esempi includono la Giornata mondiale della tubercolosi, la Giornata della Terra e l'Anno internazionale dei deserti e della desertificazione.

## Finanziamento
Le Nazioni Unite sono finanziate attraverso contributi volontari provenienti dagli Stati membri. L'Assemblea generale approva un bilancio ordinario e determina la valutazione per ciascun membro. Ciò si basa sostanzialmente sulla capacità relativa di ciascun paese di pagare, misurata dal suo reddito nazionale lordo (RNL), con adeguamenti in base al debito estero e al basso reddito pro capite.  Il bilancio biennale per il periodo 2012-2013 è stato in totale di 5 512 milioni di dollari statunitensi.
L'Assemblea ha stabilito il principio secondo cui le Nazioni Unite non dovrebbero dipendere finanziariamente da alcun membro per sostenere le proprie operazioni;  pertanto, esiste un valore, che stabilisce l'importo massimo che qualsiasi membro può proporre per il bilancio normale. Nel dicembre del 2000, l'Assemblea ha rivisto la scala delle valutazioni in risposta alle pressioni degli Stati Uniti. Nell'ambito di tale revisione, il massimale del bilancio ordinario è stato ridotto dal 25% al 22%. Per i paesi meno sviluppati, viene applicato un tasso massimo dello 0,01%. Oltre ai tassi massimi, l'importo minimo valutato per qualsiasi stato membro (o tasso "minimo") è fissato allo 0,001% del bilancio delle Nazioni Unite.
Una parte sostanziale delle spese delle Nazioni Unite è destinata alle missioni riguardanti la pace e la sicurezza, questa voce di bilancio viene valutata separatamente dal bilancio principale. Il budget per il mantenimento della pace per l'anno fiscale 2015-2016 è stato di 8,27 miliardi, grazie ai quali è stato possibile sostenere 82 318 soldati dispiegati in 15 missioni in tutto il mondo. I maggiori contribuenti finanziari per le missioni di mantenimento della pace promosse dalle Nazioni Unite per il periodo 2019-2021 sono prevenuti dagli Stati Uniti (27,89%), dalla Cina (15,21%), dal Giappone (8,56%), dalla Germania (6,09%), dal Regno Unito (5,78%), dalla Francia (5,61%), dall'Italia (3,30%) e dalla Federazione russa (3,04%).
Programmi speciali delle Nazioni Unite non inclusi nel bilancio ordinario, come l'UNICEF e il Programma alimentare mondiale, sono finanziati con contributi volontari di governi membri, società e privati.

## Valutazioni, premi e critiche
Numerose agenzie e persone facenti parte delle Nazioni Unite hanno vinto nel corso degli anni il premio Nobel per la pace come riconoscimento del loro lavoro. L'onorificenza è stata conferita a due segretari generali, Dag Hammarskjöld e Kofi Annan (rispettivamente nel 1961 e nel 2001), così come a Ralph Bunche (nel 1950), un negoziatore delle Nazioni Unite, a René Cassin (nel 1968), un partecipante alla stesura della Dichiarazione universale dei diritti umani e al segretario di Stato americano Cordell Hull (nel 1945), quest'ultimo per il suo ruolo nella fondazione dell'organizzazione. Lester Pearson, segretario di Stato canadese per gli affari esterni, ricevette il premio nel 1957 per il suo ruolo nell'organizzazione della prima forza di pace delle Nazioni Unite istituita per risolvere la crisi di Suez. L'UNICEF ha vinto il premio nel 1965, l'Organizzazione internazionale del lavoro nel 1969, le forze di mantenimento della pace delle Nazioni Unite nel 1988, l'Agenzia internazionale per l'energia atomica (che riferisce alle Nazioni Unite) nel 2005 e l'Organizzazione per la proibizione delle armi chimiche, sostenuta dall'ONU, nel 2013. L'Alto Commissariato delle Nazioni Unite per i rifugiati si è visto assegnare il premio nel 1954 e nel 1981, diventando uno dei due soli vincitori a riceverlo due volte. Nel 2001, la stessa Organizzazione delle Nazioni Unite ha percepito il premio, condividendolo con Annan. Nel 2007, l'IPCC ha ricevuto il premio «per i suoi sforzi nel costruire e diffondere maggiori conoscenze sui cambiamenti climatici causati dall'uomo e per gettare le basi per le misure necessarie per contrastare tale cambiamento».
Dalla sua fondazione, vi sono state molte richieste e proposte di riforma dell'organizzazione, ma vi è sempre stato uno scarso consenso su come farli. Alcuni vorrebbero che le Nazioni Unite svolgessero un ruolo maggiore o più efficace negli affari mondiali, mentre altri propendono per ridurre il suo ruolo ai soli scopi umanitari. Vi sono state anche numerose richieste di aumentare il numero di partecipanti al Consiglio di sicurezza delle Nazioni Unite, di introdurre modalità differenti per l'elezione del segretario generale e di introdurre un'Assemblea parlamentare delle Nazioni Unite. Jacques Fomerand ha affermato che la divisione più duratura delle Nazioni Unite è quella tra le nazioni più ricche del nord e quelle in via di sviluppo del sud. Le nazioni del sud vorrebbero un'organizzazione più autoritaria e con un'assemblea generale più forte, consentendogli così di avere più potere negli affari mondiali, mentre le nazioni del nord preferirebbero un'organizzazione che adottasse una strategia laissez-faire in campo economico concentrandosi maggiormente sulle minacce transnazionali come il terrorismo.
Dopo la seconda guerra mondiale, il Comitato francese di Liberazione nazionale stentava ad essere riconosciuto dagli Stati Uniti come legittimo governo della Francia, e quindi il paese fu inizialmente escluso dalle conferenze portarono alla nascita delle Nazioni Unite. Il futuro presidente francese Charles de Gaulle criticò, dunque, l'organizzazione definendola un machin ("aggeggio") commentando che non era convinto che un'alleanza di sicurezza globale avrebbe contribuito a mantenere la pace nel mondo, preferendo la stipula di trattati di difesa diretta tra i paesi. Durante la guerra fredda, sia gli Stati Uniti che l'Unione Sovietica hanno ripetutamente accusato l'ONU di favorire l'altro. Nel 1953, l'Unione Sovietica forzò effettivamente le dimissioni di Trygve Lie, il Segretario Generale, rifiutandosi di trattare con lui, mentre negli anni 1950 e 60 un famoso adesivo americano recitava: «Non si può scrivere comunismo senza le Nazioni Unite». In una dichiarazione a volte erroneamente citata, il presidente George W. Bush dichiarò nel febbraio 2003 (riferendosi all'incertezza delle Nazioni Unite nei confronti delle provocazioni irachene sotto il regime di Saddam Hussein) che «le nazioni libere non permetteranno alle Nazioni Unite di dissolversi nella storia come un'inefficace, società di dibattito irrilevante». Al contrario, il presidente francese, François Hollande, ha dichiarato nel 2012 che «la Francia si fida delle Nazioni Unite. Sa che nessuno stato, per quanto potente, può risolvere problemi urgenti, lottare per lo sviluppo e porre fine a tutte le crisi ... La Francia vuole che le Nazioni Unite siano il centro della governance globale». Critici come Dore Gold, un diplomatico israeliano, Robert Wistrich, uno studioso britannico, Alan Dershowitz, uno studioso americano, Mark Dreyfus, un politico austriaco e la Lega antidiffamazione considerano eccessiva l'attenzione delle Nazioni Unite sul trattamento israeliano dei palestinesi. Nel settembre 2015, il saudita Faisal bin Hassan Trad è stato eletto presidente della commissione Consiglio per i diritti umani delle Nazioni Unite che nomina esperti indipendenti, una mossa criticata dai gruppi sostenitori per i diritti umani.
Dal 1971, la Repubblica di Cina di Taiwan è stata esclusa dalle Nazioni Unite e da allora le sue richieste di rientro sono state sempre respinte. Ai cittadini di Taiwan non è inoltre permesso di entrare negli edifici delle Nazioni Unite con passaporti emessi da Taiwan. In questo modo, i critici concordano sul fatto che le Nazioni Unite stanno fallendo i propri obiettivi e linee guida di sviluppo. Questa critica portò anche pressioni dalla Repubblica Popolare Cinese, che considera i territori amministrati da Taiwan come un proprio territorio.
I critici hanno anche accusato le Nazioni Unite di inefficienza burocratica, sprechi e corruzione. Nel 1976, l'Assemblea generale ha istituito la Joint Inspection Unit (Unità di ispezione congiunta) al fine di individuare inefficienze all'interno dell'organizzazione. Durante gli anni 1990, gli Stati Uniti hanno trattenuto le proprie quote per via dell'inefficienza e hanno iniziato a pagarle solo a condizione che fossero introdotte sostanziali riforme. Nel 1994, l'Ufficio delle Nazioni Unite per i servizi interni (OIOS) venne istituito dall'Assemblea generale per fungere sorvegliante sull'efficienza della organizzazione stessa. Nel 1994, l'ex rappresentante speciale del Segretario generale delle Nazioni Unite in Somalia, Mohamed Sahnoun, ha pubblicato "Somalia: The Missed Opportunities", un libro in cui analizza le ragioni del fallimento dell'intervento delle Nazioni Unite del 1992 nel paese, mostrando che, tra l'inizio della guerra civile somala nel 1988 e la caduta del regime di Siad Barre nel gennaio 1991, le Nazioni Unite hanno perso almeno tre opportunità per prevenire grandi tragedie umane; quando le Nazioni Unite hanno cercato di fornire assistenza umanitaria, sono state totalmente sorpassate dalle organizzazioni non governative, la cui competenza e dedizione si dimostrarono nettamente in contrasto con l'eccessiva cautela e le inefficienze burocratiche delle Nazioni Unite. Se non fossero state intraprese riforme radicali, avvertì Mohamed Sahnoun, le Nazioni Unite avrebbero continuato a rispondere a tali crisi con improvvisazione. Nel 2004, le Nazioni Unite hanno accusato che il proprio programma Oil-for-food recentemente concluso, in cui all'Iraq era stato permesso di vendere petrolio in cambio di prodotti per le esigenze di base della popolazione, era stato colpito da una diffusa corruzione, tra cui tangenti per miliardi di dollari. Un'indagine indipendente creata dalle Nazioni Unite ha scoperto che molti dei suoi funzionari erano stati coinvolti, oltre a sollevare alcune domande "significative" sul ruolo di Kojo Annan, figlio di Kofi Annan.
Nel valutare le Nazioni Unite nel loro insieme, Jacques Fomerand ha scritto «i risultati raggiunti dalle Nazioni Unite negli ultimi 60 anni sono impressionanti nei loro termini. I progressi nello sviluppo umano nel corso del XX secolo sono stati notevoli, e le Nazioni Unite e le sue agenzie hanno certamente aiutato il mondo a diventare un posto più ospitale e vivibile per milioni di persone». Valutando i primi 50 anni della storia delle Nazioni Unite, l'autore Stanley Meisler ha invece osservato che «le Nazioni Unite non hanno mai realizzato le speranze dei propri fondatori, ma hanno realizzato un nondimeno», citando il ruolo avuto dall'organizzazione nella decolonizzazione e i suoi numerosi e riusciti sforzi nel mantenimento della pace. Lo storico britannico Paul Kennedy ha affermato che nonostante l'organizzazione abbia subito alcuni importanti contrattempi, «se si considerano tutti i suoi aspetti, le Nazioni Unite hanno portato grandi benefici alla nostra generazione e ... porteranno benefici anche alle generazioni dei nostri figli e nipoti».
Le caratteristiche principali dell'apparato delle Nazioni Unite, come i privilegi di veto di alcune nazioni nel Consiglio di Sicurezza, sono spesso descritte come fondamentalmente non democratiche, contrarie alla missione delle Nazioni Unite e come la principale causa di inazioni su genocidi e crimini contro l'umanità.